# Luftangriffe auf Frankfurt am Main

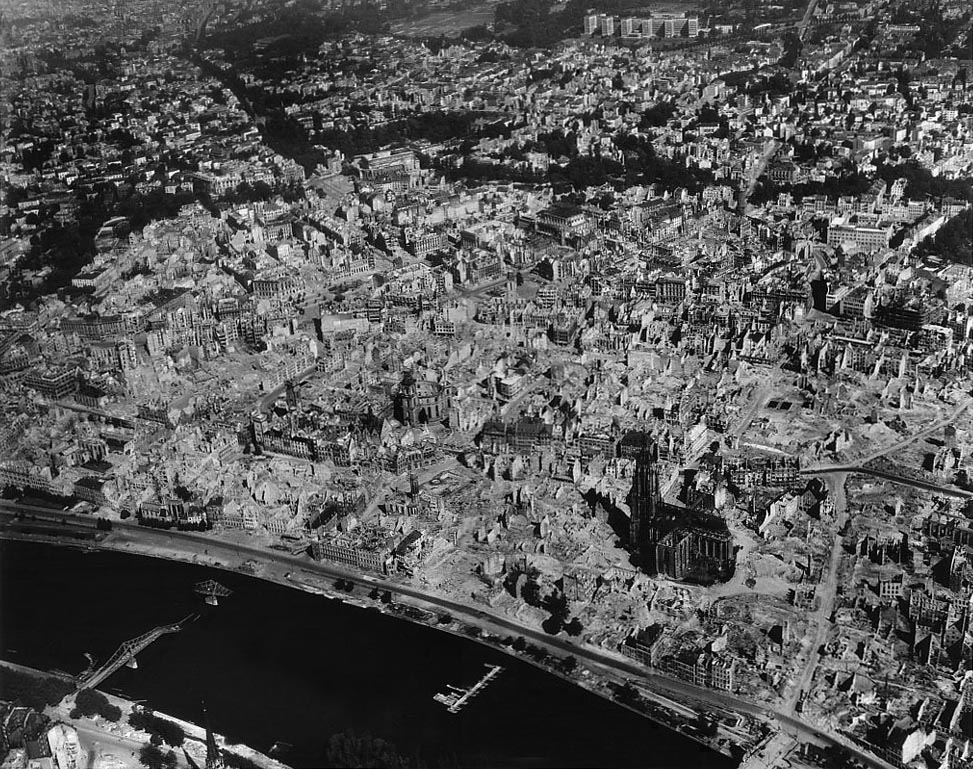
Zerstörte Altstadt, Juni 1945

Etwa 75 Luftangriffe auf Frankfurt am Main wurden im Zweiten Weltkrieg ab Juni 1940 von der Royal Air Force (RAF) und ab Oktober 1943 auch von den United States Army Air Forces (USAAF) bis März 1945 geflogen. Dabei fielen über 26.000 Tonnen Bomben auf das Stadtgebiet. Mehrere Angriffe ab Oktober 1943, vor allem zwei sogenannte Tausend-Bomber-Angriffe am 18. und 22. März 1944, veränderten das Gesicht der Stadt für immer.
Nach amtlichen Statistiken kamen im Luftkrieg des Zweiten Weltkriegs in Frankfurt am Main insgesamt 5559 Menschen ums Leben, darunter 4822 Einwohner, aber auch Kriegsgefangene und Zwangsarbeiter. Im Feuersturm der Märzangriffe 1944 verbrannten fast alle bedeutenden Kulturdenkmäler und die gesamte mittelalterliche Alt- und Neustadt mit ihren über 1800 Fachwerkhäusern. Auch andere Stadtteile wie Bockenheim, Rödelheim, Ostend und Oberrad wurden zu über 70 % zerstört. Insgesamt wurden etwa 90.000 der 177.600 Wohnungen im Stadtgebiet sowie fast alle öffentlichen Bauten, Schulen, Kirchen und Krankenhäuser vernichtet.
Bei Kriegsende 1945 war die Einwohnerzahl Frankfurts von über 553.000 (1939) auf etwa 230.000 gesunken, von denen die Hälfte obdachlos war. Etwa 17 Millionen Kubikmeter Schutt bedeckten die Stadt.

## Vorbereitung auf den Luftkrieg
Bereits kurz nach der Machtergreifung der NSDAP begann die propagandistische Vorbereitung der Frankfurter Bevölkerung auf einen Luftkrieg. Am 5. Mai 1933 gründete sich eine Frankfurter Bezirksgruppe des Reichsluftschutzbundes. Im März 1934 fand in der Mühlbergschule in Sachsenhausen eine Unterweisung in praktischem Luftschutz statt, an der einhundert Lehrer teilnahmen. Eine Luftschutzausstellung im Mai 1935 zog 120.000 interessierte Frankfurter in die Festhalle. In Betrieben und Hausgemeinschaften bildeten sich Luftschutzgruppen, ab 1936 fanden in ganz Frankfurt Luftschutz- und Verdunkelungsübungen statt. 1936 wurde das zuvor gemäß dem Versailler Vertrag entmilitarisierte Frankfurt infolge der Rheinlandbesetzung wieder Garnisonstadt. Im November 1938 veröffentlichte die Stadt eine Liste von Kinos, Turnhallen und Parks, die im Falle von Luftangriffen als Flucht- und Sammelplatz dienen sollten.
Mit dem Kriegsbeginn am 1. September 1939 traten auch in Frankfurt die vorbereiteten Regelungen für den Luftschutz in Kraft. Die Stadt, Standort kriegswichtiger Betriebe wie beispielsweise Hoechst, VDM (Heddernheimer Kupferwerk), Adlerwerke, Hartmann & Braun sowie Telefonbau und Normalzeit (T&N), wurde in die oberste Schutzkategorie eingestuft. In der Nacht vom 10. zum 11. September 1939 überflogen erstmals britische Flugzeuge die Stadt und warfen Flugblätter ab. Bis Ende 1939 waren über 200 öffentliche Luftschutzräume fertiggestellt. Im ganzen Stadtgebiet wurden Löschwasserbecken angelegt. Im Februar 1940 wurde allen Hauseigentümern zur Auflage gemacht, Luftschutzkeller herzurichten und vor allem in der Altstadt Durchbrüche zu den Nachbarkellern herzustellen, um im Fall eines Brandes oder einer Verschüttung den Keller verlassen zu können.

## Erste Luftangriffe vom Juni 1940 bis Dezember 1942

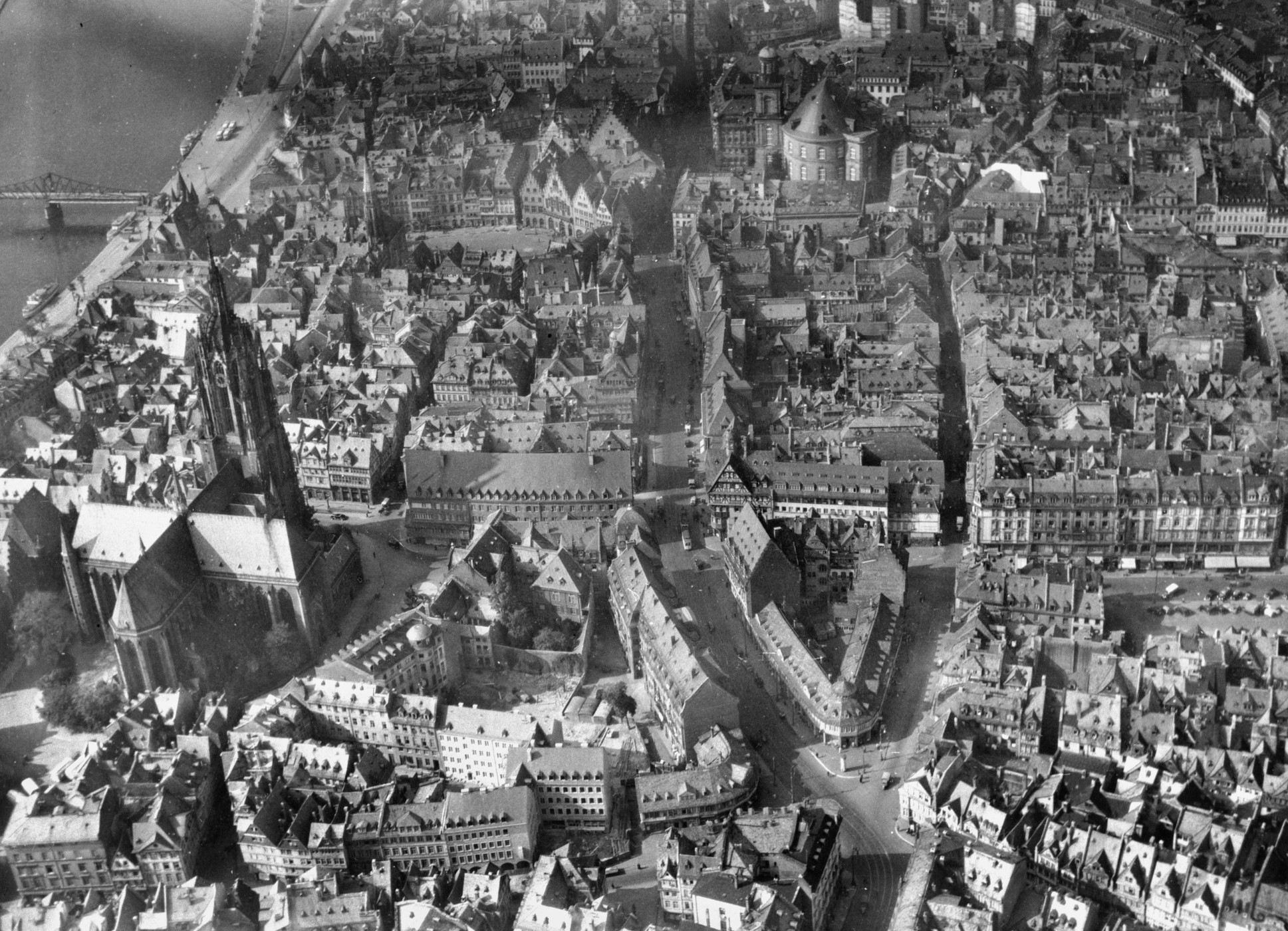
Luftbild der Altstadt vor der Zerstörung, ca. 1942

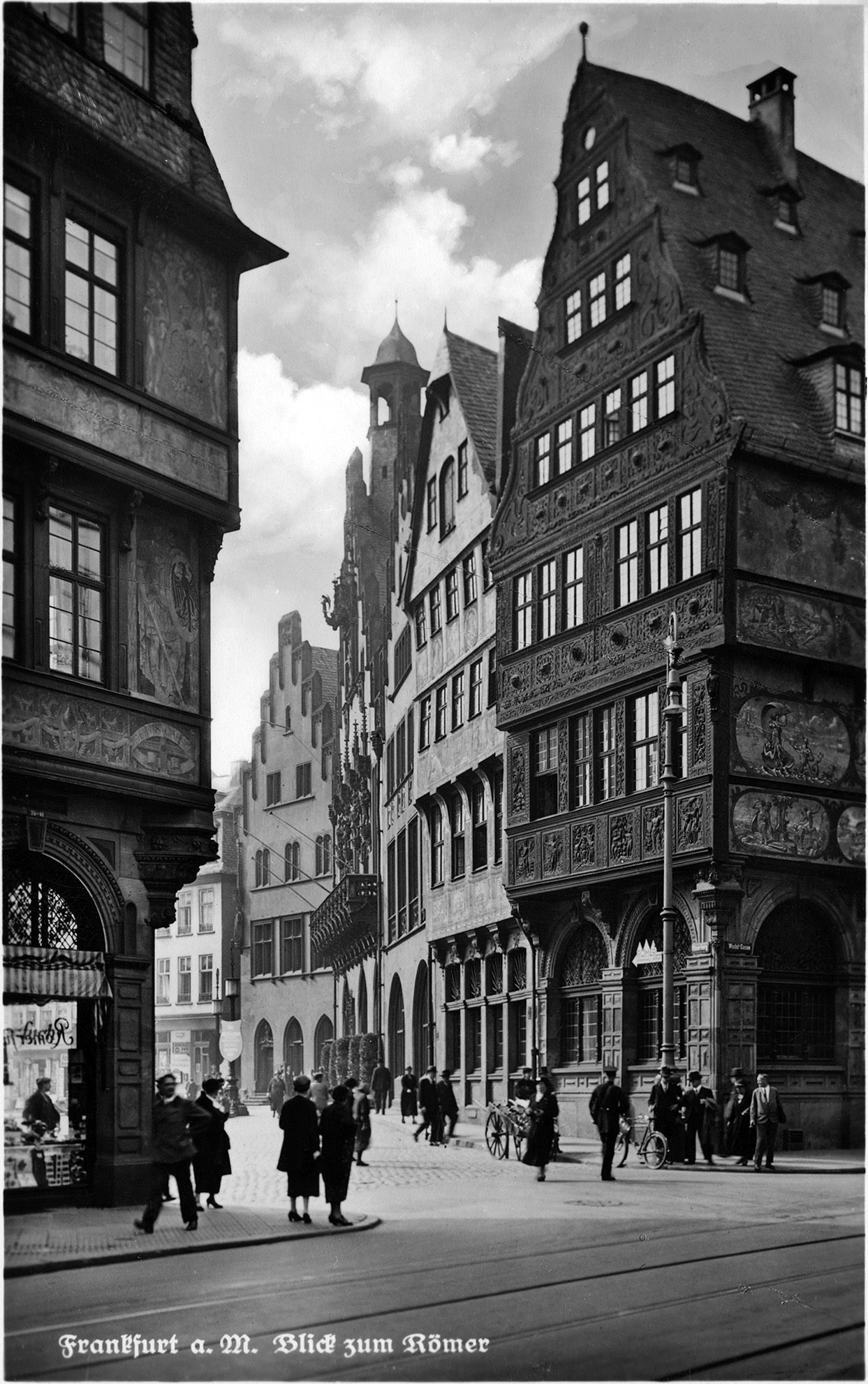
Salzhaus und Haus Frauenstein, vor 1944

Nach mehreren Probealarmen und Überflügen ohne Bombardements erlebte Frankfurt am Abend des 4. Juni 1940 den ersten Luftangriff.
Rund 40 Sprengbomben, abgeworfen von einem halben Dutzend Handley-Page-Hampden-Bombern der Royal Air Force, schlugen im Stadtteil Gallus ein und trafen Wohnhäuser an der Schloßborner und der Rebstöcker Straße. Dabei starben sieben Anwohner, zehn wurden verletzt. Bis zum Jahresende 1940 gab es zwölf weitere Angriffe. Die Flugabwehrkanonen der Luftabwehr konnten nur einen Bruchteil der Flugzeuge beschädigen oder abschießen.
Mit dem Führer-Sofortprogramm vom 10. Oktober 1940 befahl Adolf Hitler, in 60 deutschen Städten Luftschutzbunker zu bauen. Im Dezember 1940 begann der Bau der ersten Bunker am Glauburgplatz sowie in der Schäfflestraße, Germaniastraße und Rendeler Straße.
Vom 23. Dezember 1940 bis 6. Mai 1941 flog die RAF keine Luftangriffe, vermutlich, weil sie in der Luftschlacht um England über eigenem Territorium gebunden war. In dieser Zeit wurden trotz des sehr kalten Winters 1940/41 insgesamt 38 Bunkeranlagen im Stadtgebiet errichtet. Frankfurt galt als eine der ersten Städte, die ein dichtes Netz an Bunkeranlagen hatte. Zudem gab es 24 Rettungsstellen, die eine krankenhausunabhängige Notfallversorgung leisten konnten.
Vom 6. Mai bis Anfang September 1941 flog die RAF 11 Angriffe mit durchschnittlich 15 bis 20 Bombern, die neben Spreng- nun auch verstärkt Brandbomben abwarfen. Weiterhin gingen die Bomben hauptsächlich in Außenbezirken der Stadt nieder und richteten eher vereinzelte Schäden an.
Der bis dahin schwerste Angriff erfolgte in der Nacht vom 12. auf den 13. September 1941. 50 bis 60 Flugzeuge in mehreren Wellen warfen 75 Spreng- und 600 Brandbomben sowie erstmals 50 Phosphorkanister ab. Es gab 8 Tote und 17 Verletzte; in 74 beschädigten Wohnhäusern wurden rund 200 Menschen obdachlos.
Bereits im Mai 1941 hatte Gauleiter Jakob Sprenger die „Nutzbarmachung jüdischer Wohnungen für deutsche Volksgenossen“ angeordnet. Damit sollte die Beschlagnahme jüdischen Eigentums für die Entschädigung von Bombenopfern legitimiert werden. Am 19. Oktober 1941 begann die Deportation von Juden aus Frankfurt. Zu diesem Zeitpunkt lebten noch etwa 10.800 Juden in der Stadt. Mehr als 1100 Menschen wurden aus ihren Wohnungen, vornehmlich im Westend, abgeholt und über eine Sammelstelle in der Großmarkthalle ins Ghetto Litzmannstadt abtransportiert. Nur drei von ihnen überlebten bis zu ihrer Befreiung 1945. Über ihr Vermögen und ihren Hausrat hatten die Deportierten eine Erklärung zu erstellen, die die spätere Beschlagnahme ermöglichte. Mit der Verordnung vom 25. November 1941 zum Reichsbürgergesetz fiel das Vermögen der Deportierten pauschal an den Fiskus.
Am 24. Oktober folgte der 14. und letzte Luftangriff des Jahres 1941. Er traf den Frankfurter Stadtwald und richtete nur geringen Flurschaden im Gebiet des Maunzenweihers an. Es folgte wieder ein halbes Jahr ohne Attacken. In dieser Zeit verschlechterte sich die Lage des Luftkriegsgeschehens für das nationalsozialistische Deutschland: Die nach der verlorenen Luftschlacht um England bereits geschwächte Luftwaffe wurde im Krieg gegen die Sowjetunion zunehmend verschlissen. Nach dem japanischen Angriff auf Pearl Harbor am 7. Dezember 1941 erklärte Deutschland am 11. Dezember 1941 den USA den Krieg. In der Folge stellte die amerikanische Luftwaffe die 8th Air Force auf, die ab Sommer 1942 auf dem europäischen Kriegsschauplatz eingriff.
Am 14. Februar 1942 gab das britische Luftfahrtministerium die Area Bombing Directive (Anweisung zum Flächenbombardement) heraus, mit dem Ziel, durch Bombardierung von Wohnhäusern anstelle militärischer Anlagen und Rüstungsfabriken den Kampfwillen der Zivilbevölkerung zu schwächen. Das im Mai 1942 vom britischen Kabinett beschlossene Dehousing Paper erklärte die Zerstörung von acht Millionen Häusern und 60 Millionen Wohnungen in deutschen Industriestädten zum strategischen Ziel. Die Initiatoren rechneten mit 900.000 Toten und einer Million Schwerverletzten unter der Bevölkerung. Mit dem Luftangriff auf Lübeck am 29. März 1942 begann der Luftkrieg nach der Direktive. Nach Angriffen auf Essen und andere Städte des Ruhrgebiets folgten Angriffe von nie gekannter Stärke auf Rostock (Ende April) und Köln (Operation Millennium, 30./31. Mai 1942), die diese Städte weitgehend zerstörten.
Frankfurt erlebte im Jahr 1942 zwischen 5. Mai und 9. September 1942 nur sechs Angriffe, den schwersten am 25. August 1942, als 50 Flugzeuge rund 100 Spreng- und 8000 Brandbomben auf das nördliche Stadtgebiet sowie auf die bereits am 18. Dezember 1940 ausgebrannte Festhalle abwarfen. Bei diesem Angriff kamen zum ersten Mal viermotorige Bomber und sogenannte Pfadfinder zum Einsatz, die das vorgesehene Zielgebiet durch rote und grüne Leuchtkörper („Christbäume“) markierten. Das Verfahren war noch ungenau, weshalb ein großer Teil der für Frankfurt bestimmten Bomben auf Orte der Umgebung oder ins freie Gelände fiel. Ein Angriff ähnlicher Stärke traf am 9. September Eschersheim und Höchst; wieder wurden nur einige Dutzend verletzt und einige getötet. Dann folgten wieder sieben Monate ohne Bombardements.
Im Oktober 1942 waren 20 Luftschutzbunker mit insgesamt 10.300 Plätzen fertiggestellt. Zwei weitere Bunker im Hauptbahnhof boten bis zu 3000 Reisenden Schutz. 15 städtische Bunker sowie der Reichsbahnbunker am Bahnhof Frankfurt-Höchst waren im Bau. Bei den Bauarbeiten wurden zahlreiche Kriegsgefangene und Zwangsarbeiter eingesetzt.
Bis Ende 1942 starben bei Luftangriffen 67 Frankfurter und nur einzelne Gebäude wurden zerstört. Es hatte noch keine nennenswerten Auslagerungen von Kulturgütern gegeben. Die ehemalige Reichstagsabgeordnete Johanna Tesch verzeichnete in ihrem Notizbuch für 1941 45 Luftalarme. Das städtische Leben lief für die Bürger noch weitgehend vom Luftkrieg unbeeinträchtigt. In anderer Hinsicht war das Kriegsgeschehen schon deutlich sichtbarer: Etwa 25.000 Zwangsarbeiter und Kriegsgefangene waren seit 1940 ständig in Frankfurt eingesetzt. Auch die Deportationen jüdischer Bürger gingen das ganze Jahr lang planmäßig weiter. Bis Ende 1942 waren mit insgesamt 9 Transporten fast 10.000 Juden deportiert worden, von denen weniger als 600 das Kriegsende erlebten. Beschlagnahmte Möbel und anderen Hausrat ließ das zuständige Finanzamt einlagern und versteigern.

## Erste schwere Luftangriffe 1943

### Überblick

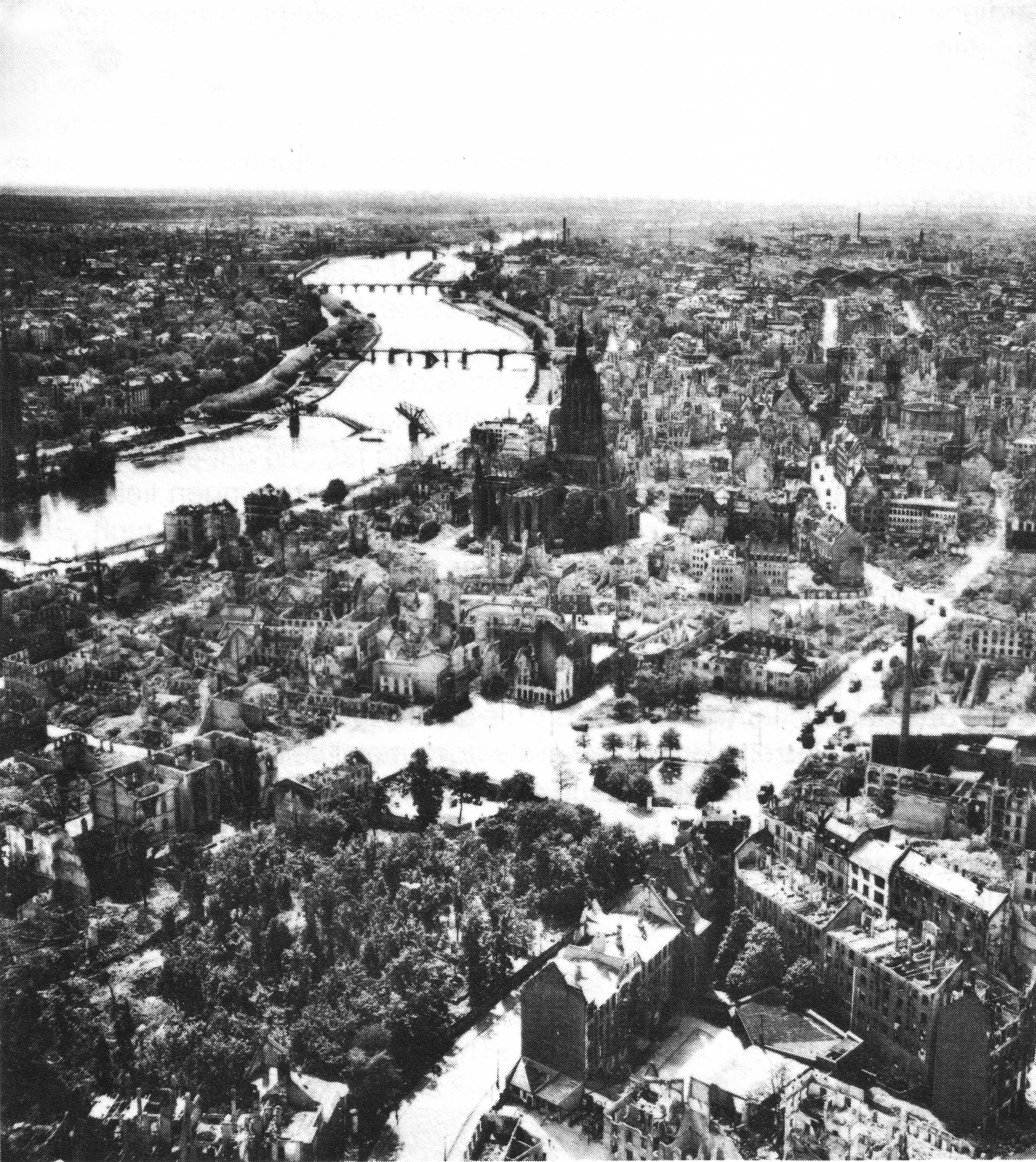
Frankfurt in Trümmern,
Luftbild der USAAF, 1945

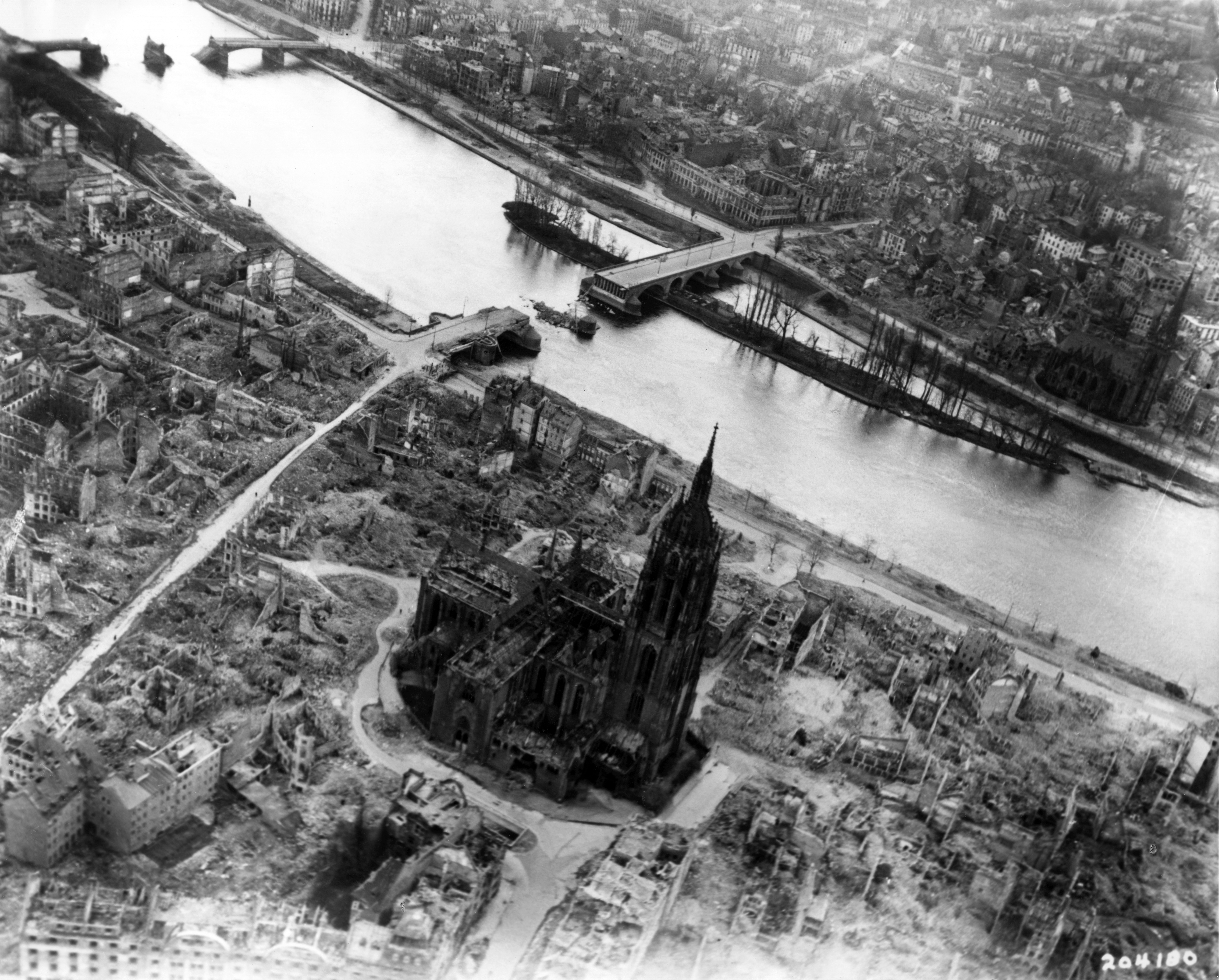
Luftbild der Altstadt vom März 1945, vorn der Kaiserdom St. Bartholomäus

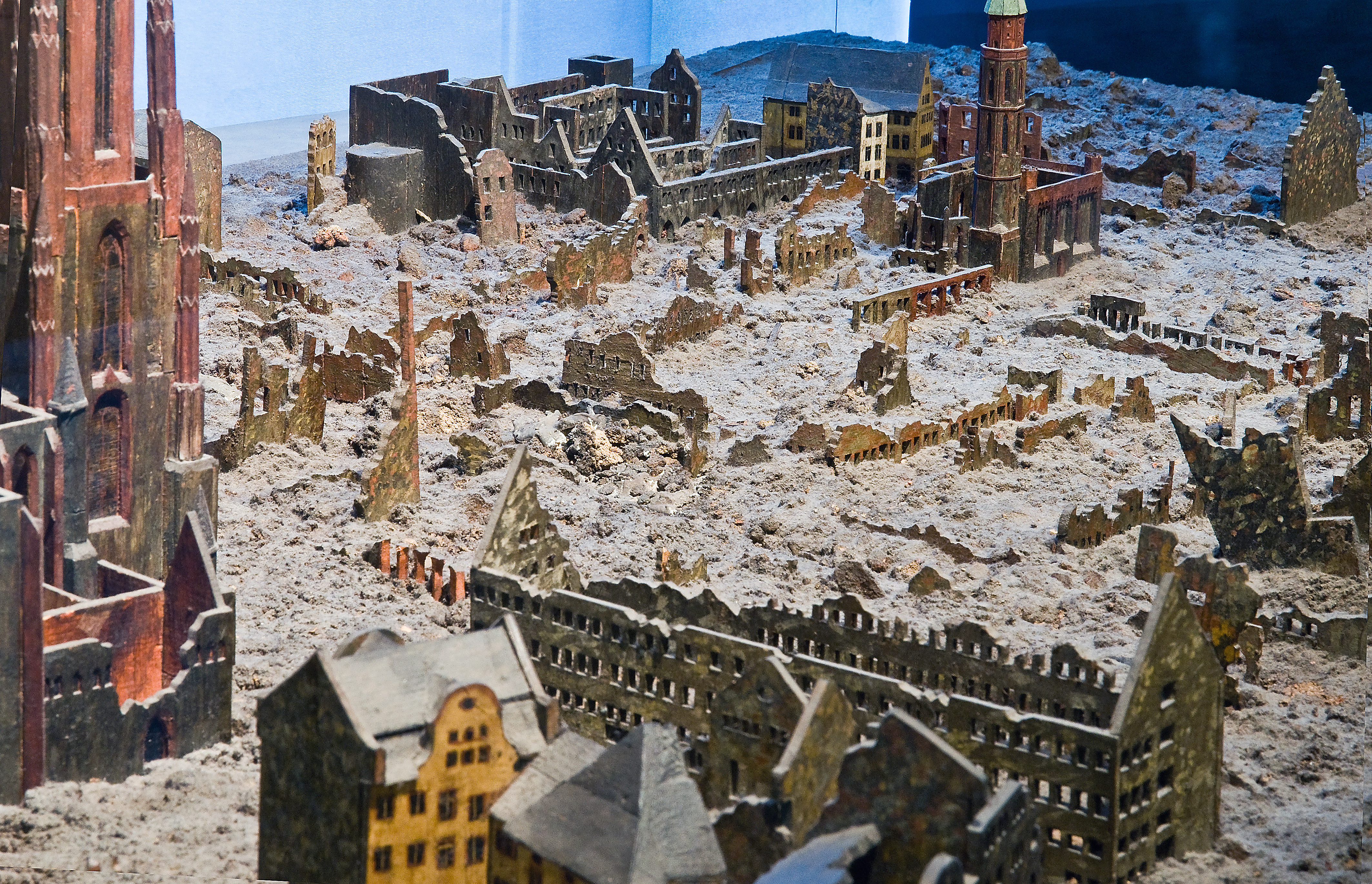
Nach dem Zweiten Weltkrieg: die Altstadt lag in weiten Teilen in Trümmern
(Trümmermodell aus dem Historischen Museum)

Ende 1942 waren Truppen der Wehrmacht im Afrikafeldzug erstmals in Kämpfe mit der US-Armee verwickelt; der Januar 1943 brachte die Niederlage in der Schlacht von Stalingrad. Am 18. Februar 1943 verkündete Joseph Goebbels in seiner Sportpalastrede den Totalen Krieg. Wenig später vereinbarten die britische und US-amerikanische Luftwaffe die Combined Bomber Offensive, die die Luftangriffe auf Deutschland strategisch bündeln sollte. Während die Royal Air Force ihre nächtlichen Flächenbombardements auf dichtbesiedelte Städte fortsetzte, sollte die US-Luftwaffe Industriebetriebe und Infrastrukturen bei Tag angreifen.
Die steigende Kriegsbelastung bekamen auch der städtische Haushalt und letztlich die Bürger Frankfurts zunehmend zu spüren. Gleichzeitig stieg die psychische Belastung der Bevölkerung durch die Meldungen über die erheblichen Zerstörungen anderer deutscher Großstädte und Drohungen, die mittels massenhaft abgeworfener Flugblätter verbreitet wurden. Auf einem der Flugblätter stand: „Was Ihr diese Nacht erlebt habt, waren nur die ersten Tropfen, die den kommenden Sturm ankündigten. Aber immer wuchtiger, immer vernichtender wird es auf euch herabprasseln, bis ihr der Urgewalt des Orkans nicht mehr standhalten könnt.“
Dennoch blieb auch das Jahr 1943 bis zum nächtlichen Angriff eines aus 15 bis 20 Flugzeugen bestehenden Geschwaders am 11. April noch ruhig. Der Anflug war unpräzise; die auf das gesamte Stadtgebiet sowie Offenbach verteilten rund 50 Spreng- und 4500 Brandbomben richteten nur vereinzelte Zerstörungen und Schäden an, unter anderem am Sachsenhäuser Berg.
Im Juli 1943 starben bei schweren Luftangriffen auf Hamburg (Operation Gomorrha) 35.000 Menschen in einem Feuersturm. Viele Frankfurter fürchteten einen solchen auch im dichtbebauten Frankfurt. Am 12. August 1943 begannen die ersten umfangreichen Evakuierungen von Schulkindern. Die Voraussetzung dafür hatte ein Erlass des Reichsjugendführers Baldur von Schirach vom 15. Juni 1943 geschaffen. Er ordnete die erweiterte Kinderlandverschickung, das heißt die geschlossene Verlegung von ganzen Schulen an, um keine zurückbleibenden Schüler auf andere Klassen verteilen oder in Sammelschulen unterrichten zu müssen.

### Angriff vom 4. Oktober 1943
Am 4. Oktober 1943 erlebte die Stadt den ersten Großangriff: am Morgen wurden gezielt die Heddernheimer Kupferwerke bombardiert (was auch in Heddernheim selbst sowie Bonames und der Römerstadt Schäden anrichtete).
In den späten Abendstunden folgte ein Flächenangriff auf das Stadtgebiet, an dem 402 britische Bomber – 162 Lancaster, 170 Halifax sowie 70 Stirling – und 3 US-amerikanische B-17 teilnahmen. Vor dem Angriff wurde das Zielgebiet von 4 Mosquito-Schnellbombern markiert. Dies wurde überwacht durch einen in großer Höhe fliegenden Masterbomber, der in Funkkontakt mit den Markierungsfliegern stand. Nachdem dies beendet war, überprüfte der Masterbomber auf einer tieferen Flugbahn nochmals das Frankfurter Zielgebiet, legte die exakten Anflughöhen fest und gab den Angriff frei. Um 21 Uhr heulten in der Stadt die Sirenen.
Der folgende Angriff dauerte zwei Stunden. Sein Ziel war, einen Feuersturm wie in Hamburg zu entfachen. Zur Vorbereitung derartiger Luftangriffe erfolgte eine genaue Auswahl der zu bombardierenden Stadtteile anhand von Luftbildern, Bevölkerungsdichtekarten und Brandversicherungskatasterkarten. Die Katasterkarten waren vor dem Krieg von deutschen Feuerversicherungen bei britischen Rückversicherungsgesellschaften hinterlegt worden. Die historische Frankfurter Altstadt wurde als Kerngebiet des Angriffs ausgewählt, da hier der Holzanteil an der Gesamtbaumasse am höchsten war.
Zuerst wurden 4000 Sprengbomben und 650 Luftminen abgeworfen. Die Druckwellen der Explosionen sollten die Dächer aufreißen und die Dachziegel abdecken. Danach fielen 217.000 Stabbrandbomben und 16.000 Phosphorkanister auf das Zielgebiet, die nun in die Dachstühle der Häuser schlugen und diese sehr schnell in Vollbrand versetzten. Binnen einer Stunde breiteten sich tausende kleinere Gebäudebrände zu Großbränden in mehreren Stadtteilen aus, die erst nach mehreren Tagen völlig gelöscht waren. Der gefürchtete Feuersturm blieb aus. Trotzdem entstanden vor allem im Osten Frankfurts schwere Schäden. In der Alten Gasse, der Großen Friedberger Straße, der Friedberger und der Obermainanlage, im Zoologischen Garten, am Ostbahnhof, rund um den Ostpark, an der Hanauer Landstraße, im östlichen Sachsenhausen und in Oberrad brannten ganze Straßenzüge durch die Einwirkung von Brandbomben nieder. Kleinmarkthalle und Großmarkthalle wurden schwer beschädigt. In der Altstadt trug vor allem das nach dem Großen Christenbrand 1719 errichtete Viertel zwischen Neue Kräme, Liebfrauenberg, Tönges-, Trier- und Hasengasse schwerste Schäden davon.
529 Menschen starben, zahlreiche weitere wurden schwer verletzt. In Oberrad kamen 108 Menschen ums Leben. Bei einem Volltreffer starben im Luftschutzkeller des (im ehemaligen israelitischen Krankenhaus eingerichteten) Kinderkrankenhauses an der Gagernstraße im Ostend 90 Kinder und 16 Angestellte, was von der NS-Propaganda per gleichgeschalteter Presse als Grausamkeit der Alliierten bzw. als Frankfurter Kindermord angeprangert wurde. Insgesamt wurden 835 Gebäude durch den Angriff zerstört oder schwer beschädigt, fast zehntausend Frankfurter wurden durch den Angriff obdachlos. Die Angreifer verloren 11 Maschinen.
Wichtige Baudenkmäler, darunter die historischen Kirchen, blieben bei diesem Angriff noch weitgehend unzerstört. In der Paulskirche durchschlugen fünf Brandbomben das Schieferdach und blieben im Dachstuhl stecken. Der Brandwache in der Kirche gelang es, die brennenden Bomben zu finden und zu entfernen, bevor sich das Feuer ausbreiten konnte. An der Liebfrauenkirche brannte ein Teil des Dachstuhls nieder. In Sachsenhausen wurde die Deutschordenskirche schwer beschädigt und das benachbarte Deutschordenshaus zerstört. Von den öffentlichen Bauten war der Römer am schwersten in Mitleidenschaft gezogen, als hier viele Dächer ebenfalls durch Brandbombeneinwirkung niederbrannten und die darunter liegenden, kostbaren Räume zertrümmerten. Schwer beschädigt wurden von den Baudenkmälern ebenfalls die ehemaligen Patriziersitze Haus Lichtenstein am Römerberg sowie die Häuser Grimmvogel und der Große Braunfels an der Neuen Kräme. In Oberrad brannten beide Kirchen, die evangelische Erlöserkirche und die katholische Herz-Jesu-Kirche, aus.
Die psychologischen Folgen des ersten Großangriffs waren beträchtlich. Die Bergung der Todesopfer dauerte mehrere Tage. Zahlreiche Frankfurter verließen aus Furcht vor weiteren Angriffen die Stadt oder übernachteten im Freien. Die gleichgeschaltete Presse kritisierte dieses Verhalten als „feige“ und „würdelos“. Gleichzeitig bemühte sie sich, den Hass auf die Angreifer zu schüren. Die Bombenopfer wurden als Gefallene, die mit Lösch- und Aufräumarbeiten beschäftigten Einsatzkräfte als Helden gefeiert. Am 10. Oktober ließ die NSDAP auf dem Opernplatz eine große Trauerfeier abhalten. Die meisten der Opfer wurden auf dem Waldfriedhof Oberrad bestattet.

### Alliierte Kriegsgefangene im Westend
Im Sommer 1943 begann der Bau eines Kriegsgefangenenlagers im Grüneburgpark. Es war als Durchgangslager Dulag Luft konzipiert und ersetzte ein kleineres Lager in Oberursel. Beim Bau wurden sowjetische Kriegsgefangene als Zwangsarbeiter eingesetzt. Ab September wurden alle alliierten Luftwaffensoldaten, die über Deutschland abgeschossen und gefangen genommen worden waren, hierher gebracht und nach einem Verhör mit Sammeltransporten auf eines der Stammlager verteilt. Im September 1943 wurden 868 Gefangene registriert, im Oktober 1502.
Der Standort im Westend lag mitten in der Stadt, im von Luftangriffen am meisten bedrohten Kerngebiet. Die Gefangenen sollten nach den Vorstellungen von Gauleiter Sprenger als menschliche Schutzschilde dienen. Der Bau des Lagers verstieß somit gegen Artikel 9 der Genfer Konvention „über die Behandlung von Kriegsgefangenen“.
Bei dem schweren Angriff vom 4. Oktober 1943 war das Lager unversehrt geblieben. Im Dezember protestierte die britische Regierung gegen die Verlegung des Lagers von Oberursel, das daraufhin Luftschutzeinrichtungen in Form von Splittergräben, Bunkern und Löschwasserteichen erhielt.
Das Dulag Luft war nur ein halbes Jahr bis zum Luftangriff am 22. März 1944 in Betrieb. Nach dem Krieg wurde der Standort als geheimdienstlicher Militärstützpunkt der US-Streitkräfte verwendet (Camp King).

### Weitere Angriffe 1943
Nach einem verhältnismäßig kleinen Nachtangriff am 22. Oktober mit 50 Flugzeugen, die vor allem im Riederwald Schäden verursachten, folgte am 25. November ein großer Nachtangriff mit 262 Flugzeugen (236 Halifax und 26 Lancaster). Die deutsche Flugabwehr ging lange von Mannheim als Angriffsziel aus und erkannte erst spät das eigentliche Ziel, so dass nur 12 Flugzeuge abgeschossen wurden. 247 Sprengbomben und etwa 150.000 Brandbomben richteten vor allem in der Altstadt Schaden an, ohne jedoch einen Feuersturm zu entfachen. Der nächste große Angriff mit 650 Bombenflugzeugen – 390 Lancaster, 257 Halifax, geführt von 3 Mosquitos – folgte am 20. Dezember 1943. Diesmal erkannte die deutsche Luftabwehr das Angriffsziel frühzeitig und störte bereits den Anflug. 41 Bomber wurden abgeschossen. Überdies war die Zielmarkierung ungenau und die Sicht sehr schlecht, so dass viele Bomber ihr Ziel nicht erreichten. Trotzdem wurde das Stadtgebiet Frankfurts, vor allem die Altstadt und die Industriegebiete Ost und West, Fechenheim und Sachsenhausen, von etwa 200 Flugzeugen bombardiert. Der Angriff mit 970 Sprengbomben und 450.000 Brandbomben dauerte über eine Stunde und löste 164 Großbrände aus, dazu zahlreiche kleinere Brände. Getroffen wurden unter anderem die Alte Stadtbibliothek und das Rödelheimer Schloss. 175 Menschen starben, 23.000 wurden obdachlos, 104 Industriebetriebe schwer getroffen. Am 22. Dezember 1943 folgte ein kleiner Angriff mit 9 Mosquito-Bombern, die geringe Schäden in Höchst anrichteten.

## Zerstörung der Frankfurter Innenstadt im März 1944

### Tagesangriff vom 29. Januar 1944

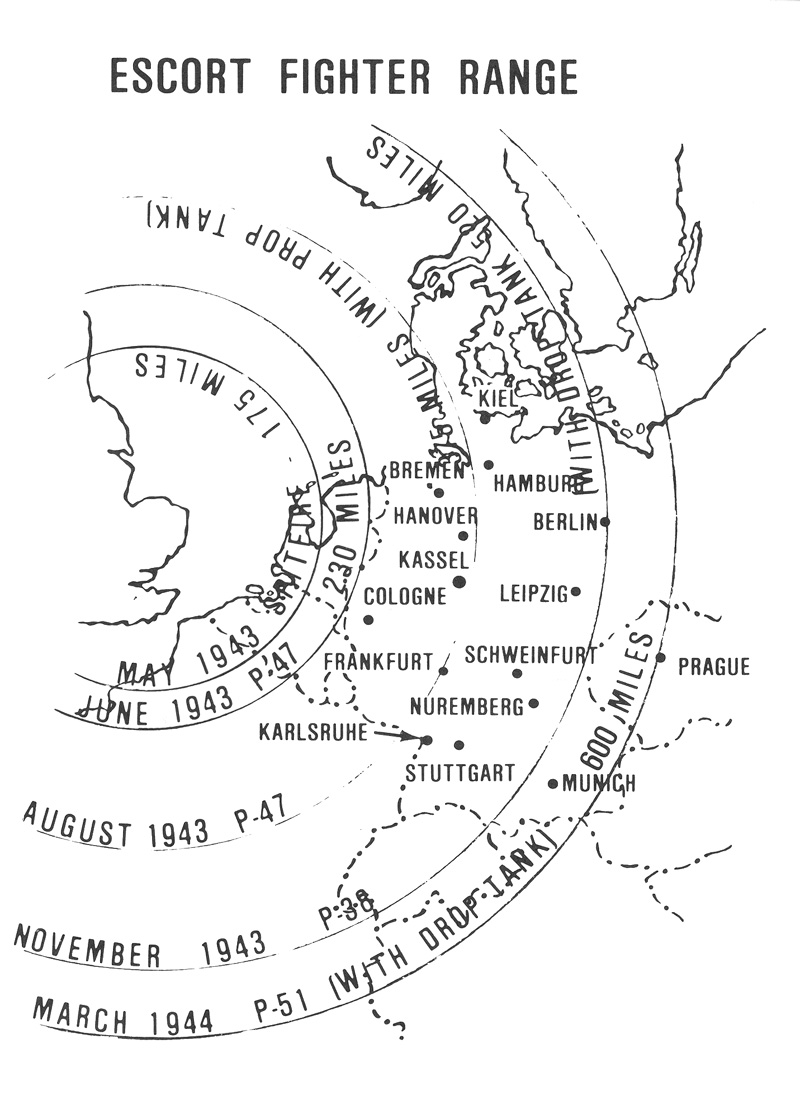
Reichweite der amerikanischen Begleitjäger

Der nächste Großangriff ereignete sich am Samstag, den 29. Januar 1944. Die neuen amerikanischen Mustang-Langstreckenjäger konnten die Bomberverbände jetzt bis zu ihren Zielen und auch während der Angriffe begleiten, so dass die deutsche Luftwaffe immer weniger gegen die einfliegenden Verbände ausrichten konnte. Das H2X-Radar ermöglichte den amerikanischen Verbänden auch bei schlechtestem Wetter zu fliegen, das für die einmotorigen deutschen Jagdflugzeuge zusätzlich gefährlich war.
Von 863 gestarteten schweren Bombern der 8. US-Luftflotte warfen über 800 zur Mittagszeit unter dem Schutz von 630 Jägern etwa 5000 Spreng- und 120.000 Brandbomben über das gesamte Stadtgebiet verteilt ab. 34 angreifende Bomber und 15 Begleitjäger wurden von der deutschen Luftverteidigung abgeschossen, die dabei allerdings selbst 47 Jagdflugzeuge verlor. Der Angriff forderte über 900 Todesopfer. Viele wurden in ihren Häusern verschüttet, weil bei diesem Angriff besonders viele Sprengbomben mit Verzögerungszünder abgeworfen worden waren, die oft mehrere Stockwerke durchschlugen und erst im Erdgeschoss oder im Keller detonierten. Allein im Keller einer Druckerei in der Großen Bockenheimer Gasse wurden 40 Menschen von herabfallenden Maschinenteilen erschlagen. Im Haus des Diesterweg-Verlages im Großen Hirschgraben wurden 120 Menschen eingeschlossen. Noch nach Tagen explodierten einzelne Bomben während der Bergungsarbeiten und lösten einzelne Brände aus.
Der Angriff zerstörte fast 3000 Wohnhäuser und machte damit etwa 25.000 Menschen obdachlos. Neben dem Schauspielhaus wurden zahlreiche öffentliche Bauten getroffen. Sechs Volltreffer durch Sprengbomben zerstörten das neugotische Stadtarchiv am Weckmarkt fast vollständig. Zahlreiche unersetzliche Aktenbestände gingen so verloren, da man im Stadtarchiv mit der bereits 1942 beschlossenen Auslagerung von Kulturgütern lange gezögert hatte. Auch der Dom wurde von zwei Sprengbomben getroffen. Zum ersten Mal wurde auch das öffentliche Leben der Stadt in Mitleidenschaft gezogen. Der Südflügel des Hauptbahnhofes lag in Trümmern, dazu viele Häuser und Hotels am Hauptbahnhof und in der Kaiserstraße. Straßen wurden durch Bombentrichter aufgerissen, die Oberleitung von Straßenbahnen zerstört und die Versorgung mit Gas, Strom und Wasser in den betroffenen Stadtvierteln für längere Zeit unterbrochen. Dies hatte auch Folgen für künftige Angriffe, da zur Brandbekämpfung teilweise nur noch Oberflächenwasser zur Verfügung stand, das aus Löschwasserteichen oder dem Main entnommen und mit Schlauchleitungen der Feuerwehr befördert werden musste.
Nach dem Angriff vom 29. Januar 1944 änderte sich das Leben der Menschen in der Stadt. In den folgenden zwei Monaten verließen Zehntausende die Stadt, um auf dem Land Zuflucht zu suchen. Ganze Schulklassen wurden nach und nach mit ihren Lehrern aufs Land verlegt. Aber immer noch lebten mehr als 36.000 Menschen in den engen Gassen der Altstadt. Kinos und Theater blieben weiterhin in Betrieb, jedoch fanden in den Abendstunden keine Vorstellungen mehr statt.

### Februar 1944
Im Februar 1944 erfolgten mehrere Tagesangriffe der amerikanischen Luftwaffe. Am 4. Februar waren Industriegebiete im Norden das Ziel, die Bomben fielen jedoch überwiegend in freies Gelände. Am 8. Februar 1944 griffen erneut 81 B-17 Bomber der 8th Air Force bei Tag an. Eigentlich sollte sich der Angriff gegen das Teves-Werk im Gallusviertel richten. Stattdessen fielen die Bomben in zwei Wellen auf das Stammwerk von Hartmann & Braun in Bockenheim. Auch die benachbarten Fabriken der Pokorny & Wittekind und der Bauerschen Gießerei sowie die Sophien- und die Falkschule wurden beschädigt; das Markuskrankenhaus in der Falkstraße wurde völlig zerstört. Der Angriff forderte 348 Tote, darunter 165 in den Luftschutzkellern von Hartmann & Braun, und etwa 200 Schwerverletzte. Der Journalist Alfons Paquet starb während des Angriffes an einem Herzinfarkt.
Am 11. Februar flog die US-Luftwaffe einen Angriff auf die Vereinigten Deutschen Metallwerke (VDM) in Frankfurt-Heddernheim, wo Verstellpropeller für die Flugzeuge der Luftwaffe gefertigt wurden. Etwa 150 Bomben fielen in freies Gelände.
Viele Frankfurter empfanden die schweren US-Tagesangriffe als eine neue Qualität der Bedrohung, weil es in vielen Großbetrieben an Schutzeinrichtungen mangelte und ein Verlassen der Betriebe bei Alarm verboten war. Viele setzten sich über dieses Verbot hinweg. Die schlechte Stimmung beschäftigte auch die nationalsozialistische Führung. In einem „Gerüchteerfassungsbericht“ der NSDAP vom 12. Februar 1944 heißt es: „Die Tagesangriffe haben die Bevölkerung stark nervös gemacht. Mit den Gefahren der Nächte hatte man sich allmählich abgefunden. Wer ernsthaft von Vergeltung spricht – Witze darüber sind beliebt – begegnet nur wenig Verständnis und Glauben. Die überwiegende Mehrheit ist sich darüber im Klaren, dass wir für den Fall der Niederlage nichts zu erwarten haben.“
In den folgenden vier Wochen blieben die Frankfurter von weiteren schweren Angriffen verschont. Während der Big Week vom 20. bis 25. Februar 1944 konzentrierten sich die westalliierten Luftangriffe auf die Endmontagewerke der deutschen Flugzeugproduktion. Erst am 2. März 1944 folgte der nächste Tagesangriff von starken Verbänden. Wegen starken Schneefalls war jedoch die Sicht behindert, und auch die Radargeräte ermöglichten keine sichere Navigation. Die Angreifer verfehlten ihre Ziele und warfen ihre Bombenlast auf die benachbarten Gemeinden Bad Vilbel und Bergen-Enkheim sowie über Seckbach, Riederwald und Fechenheim ab. Der Angriff forderte 94 Todesopfer und beschädigte die Hauptwasserleitung aus dem Vogelsberg. Danach gab es beinahe täglich Alarm wegen Feindeinflügen im Rhein-Main-Gebiet, aber keine weiteren Luftangriffe.

### Samstag, 18. März 1944

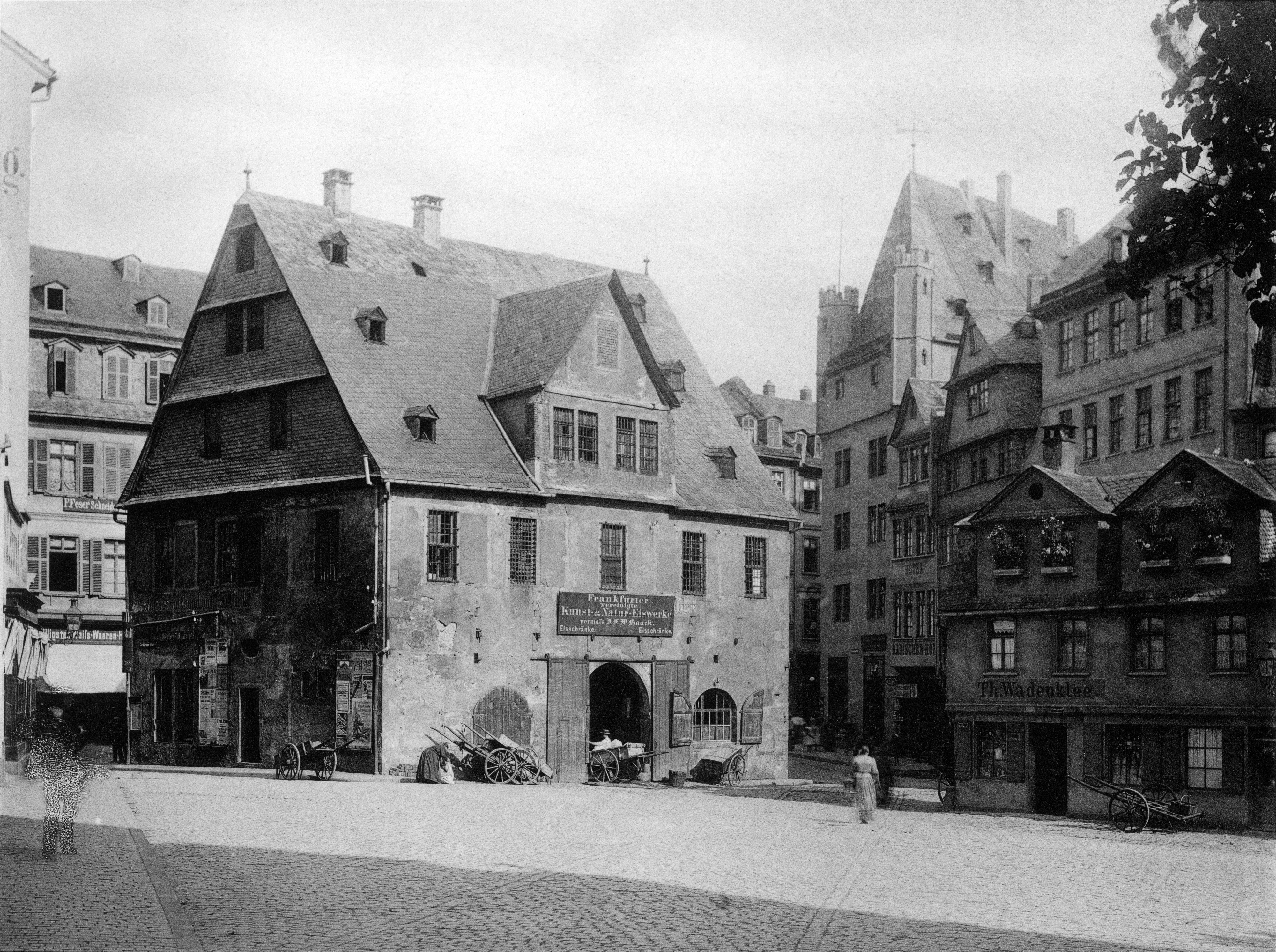
Mehlwaage, Haus Fürsteneck in der Fahrgasse

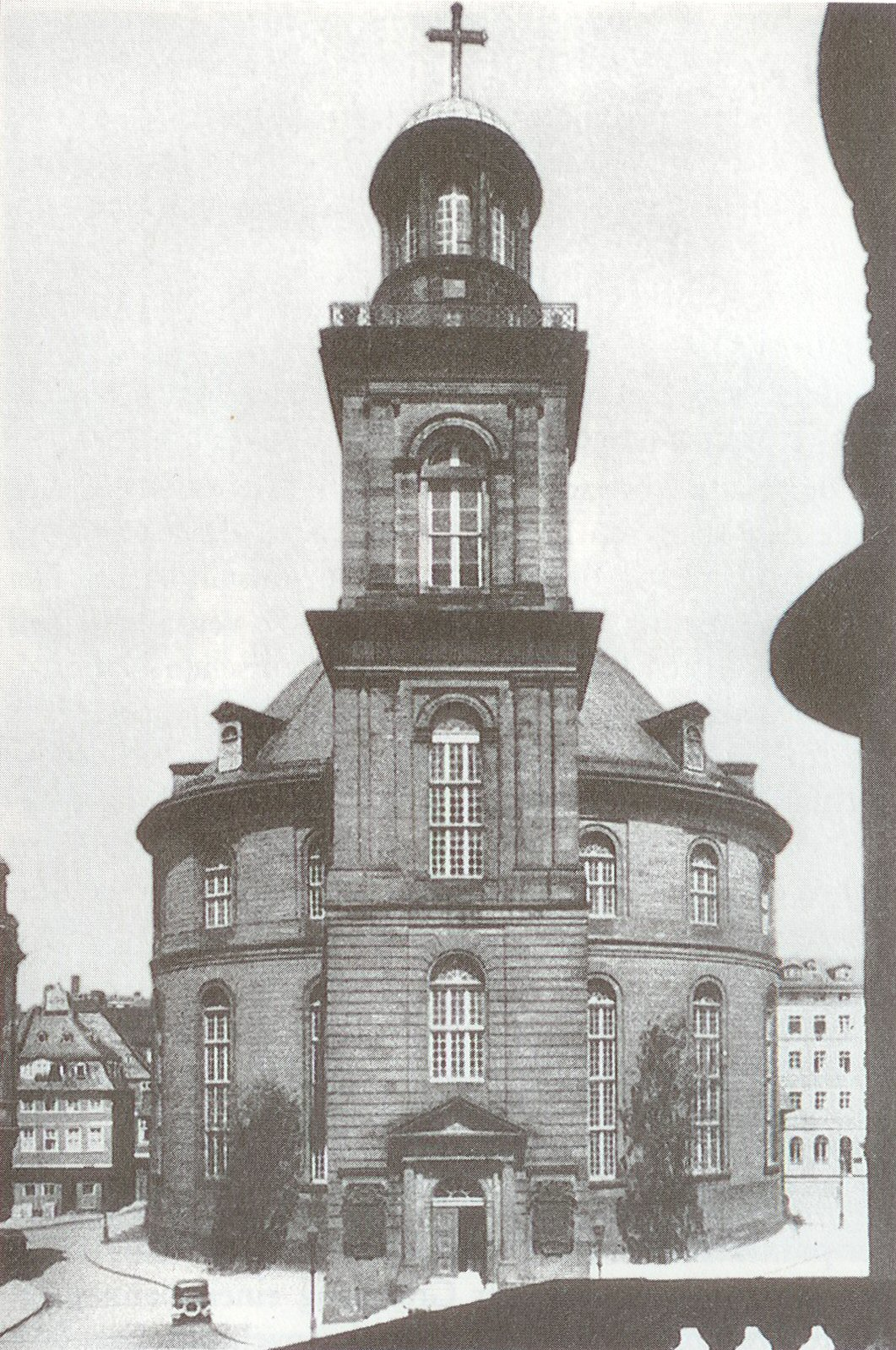
Paulskirche

In der Nacht vom 18. auf den 19. März 1944 flogen 846 britische Bomber – 620 Lancaster, 209 Halifax, 17 Mosquito – einen Großangriff auf Frankfurt. Der Verband kam von der Kanalküste und nahm die Route via Lüttich-Trier in Richtung Rhein-Main-Gebiet. Wegen einer parallel laufenden Minenlegeoperation der Royal Air Force in der Nordsee nördlich von Helgoland hatte die deutsche Luftverteidigung ihre Jagdeinheiten geteilt. Erst kurz vor dem Ziel konnten die deutschen Nachtjäger den Bomberstrom attackieren. Die schlechten Sichtverhältnisse erschwerten den Jagdflugzeugen die Suche. Nur 22 Bomber wurden diesmal abgeschossen.
Den britischen Pfadfindern gelang es diesmal, ihr Zielgebiet in der Innenstadt von Frankfurt präzise zu markieren. Um 21:13 Uhr heulten die Sirenen in der Stadt, und um kurz nach 21:30 Uhr fielen die ersten Bomben. Der Angriff dauerte etwa eine Stunde und traf in mehreren Wellen besonders die östliche Altstadt. Von der Alten Brücke bis zur Konstablerwache zog sich eine breite Schneise der Verwüstung. In der Fahrgasse und am Garküchenplatz wurden alle Häuser zerstört, unter anderem das Haus Fürsteneck und die Mehlwaage. Das Fischerfeldviertel und das Hospital zum Heiligen Geist waren schwer getroffen. Auch Karmeliterkloster und Paulskirche wurden von mehreren Bomben getroffen und brannten völlig aus. In der Paulskirche hatte sich zu Beginn des Angriffes ein Luftschutztrupp von etwa 30 Personen versammelt. Gegen Ende des Luftangriffes durchschlugen einige Brandbomben das Schieferdach und setzten das Gebälk des Dachfirstes in Brand. Die vier Hydranten um die Kirche gaben wegen des Druckabfalls in den Wasserleitungen kein Wasser ab. Die vorhandenen Schläuche reichten nicht aus, um Wasser von den Löschwasserteichen am Römerberg herbeizuführen, zudem fehlte es an Pumpen. Die Berufsfeuerwehr hatte Befehl, die vorhandene Ausrüstung vornehmlich zum Schutz von Industrieanlagen einzusetzen. So fraß sich der Brand durch das Gebälk. Erst nach mehr als einer Stunde gelang es, eine kleine transportable Feuerspritze in Stellung zu bringen, doch reichte die geringe Wassermenge nicht, den Brand unter Kontrolle zu bringen.

„Und dann plötzlich ein dumpfer, nie gehörter, jedes andere Geräusch verschlingender Schlag. Es ist, als ob die Erde birst. Die noch brennenden Teile des Daches stürzen, wie oben abgesprengt, in die Kirche hinein, schlagen die auf Säulen ruhende Empore mit ihren 1200 Sitzplätzen herunter, die brodelnde, glühende Masse begräbt das Kirchenschiff unter sich, drückt die Asbestwände zum Turm wie Pappdeckel ein, und setzt nun auch das Innere des Turmes in Flammen. Wie in einem ungeheuren Kessel kracht und platzt und kreischt es in den Ohren der vor Entsetzen stummen Mannschaft der Schutztrupps, der sich draußen in Ecken und Winkeln der Rathausmauern zusammendrückt. Wie eine Riesenfackel steht die Feuerlohe über der Stadt und greift in den blutroten Himmel hinauf.“

Gegen Ende des Angriffes verstreute sich der Bomberstrom. Ein Teil der Bomben fiel auch in westlichen Stadtvierteln, so beispielsweise auf Rödelheim, Niederrad, das Gutleutviertel und die Farbwerke Hoechst. Nach dem Kriegstagebuch der Royal Air Force fiel es den hinteren Wellen in großen Verbänden meist schwerer, die Formation zu halten, zumal unerfahrene Besatzungen üblicherweise der letzten Angriffswelle zugeordnet wurden.
In dieser Nacht starben in der Stadt 421 Menschen, 55.000 wurden obdachlos. 7000 Wohngebäude waren zerstört. Obwohl die Feuerwehren und weitere freiwillige Helfer aus Darmstadt, Wetzlar, Hofheim, Großauheim und anderen Orten des Rhein-Main-Gebietes zur Hilfe eilten, konnten sie gegen die Großbrände nichts ausrichten.

### Mittwoch, 22. März 1944

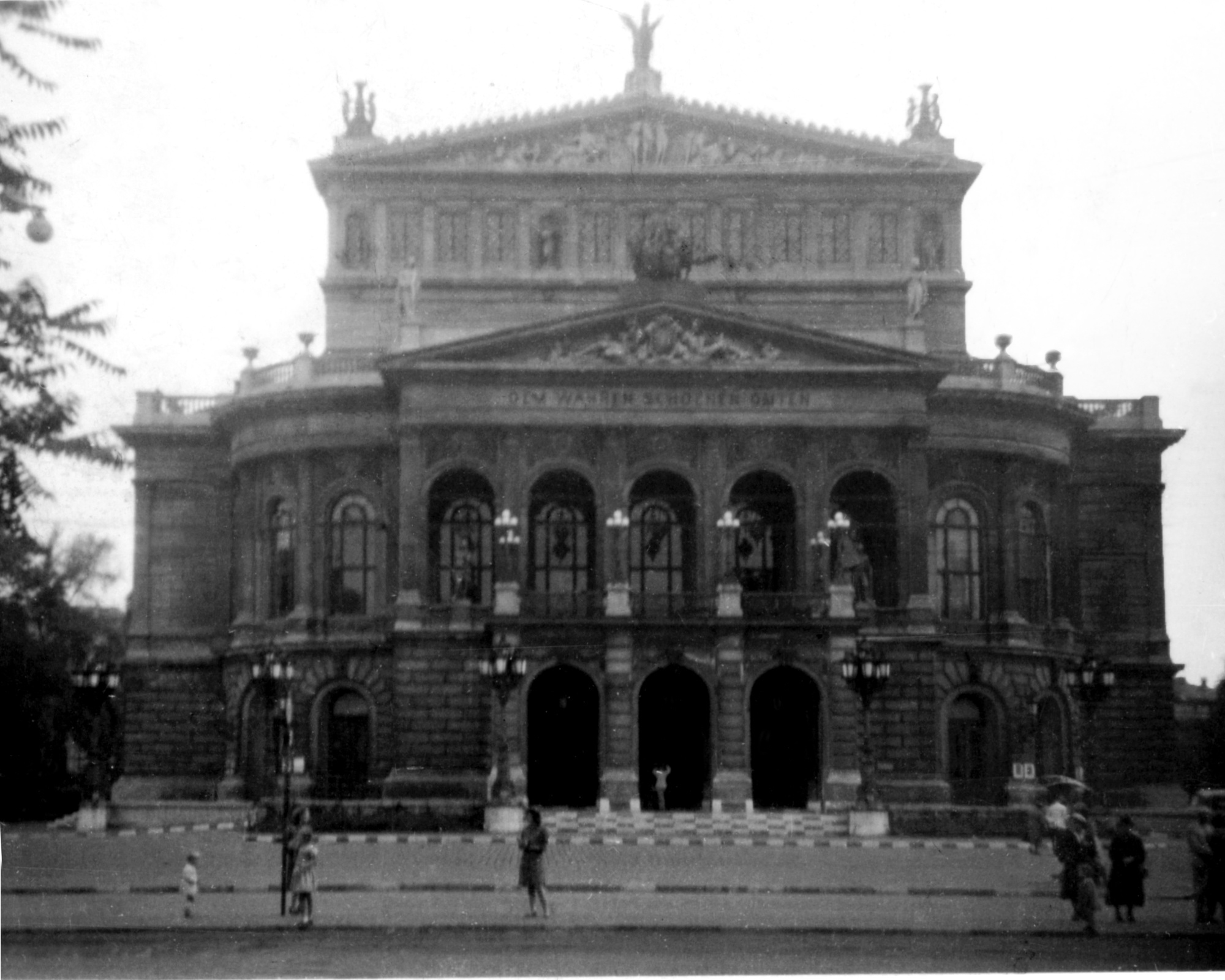
Opernhaus, 1943

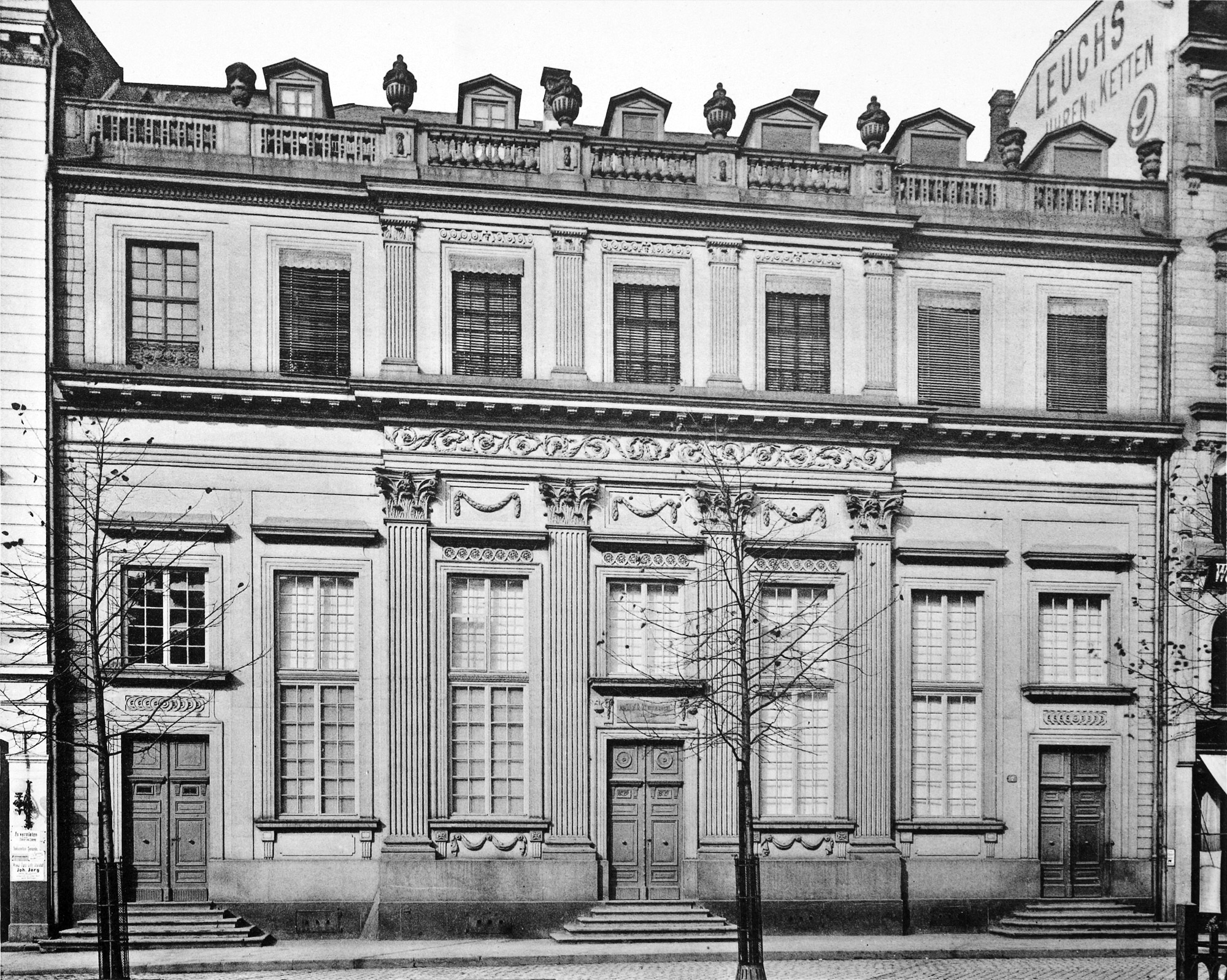
Französisch-reformierte Kirche

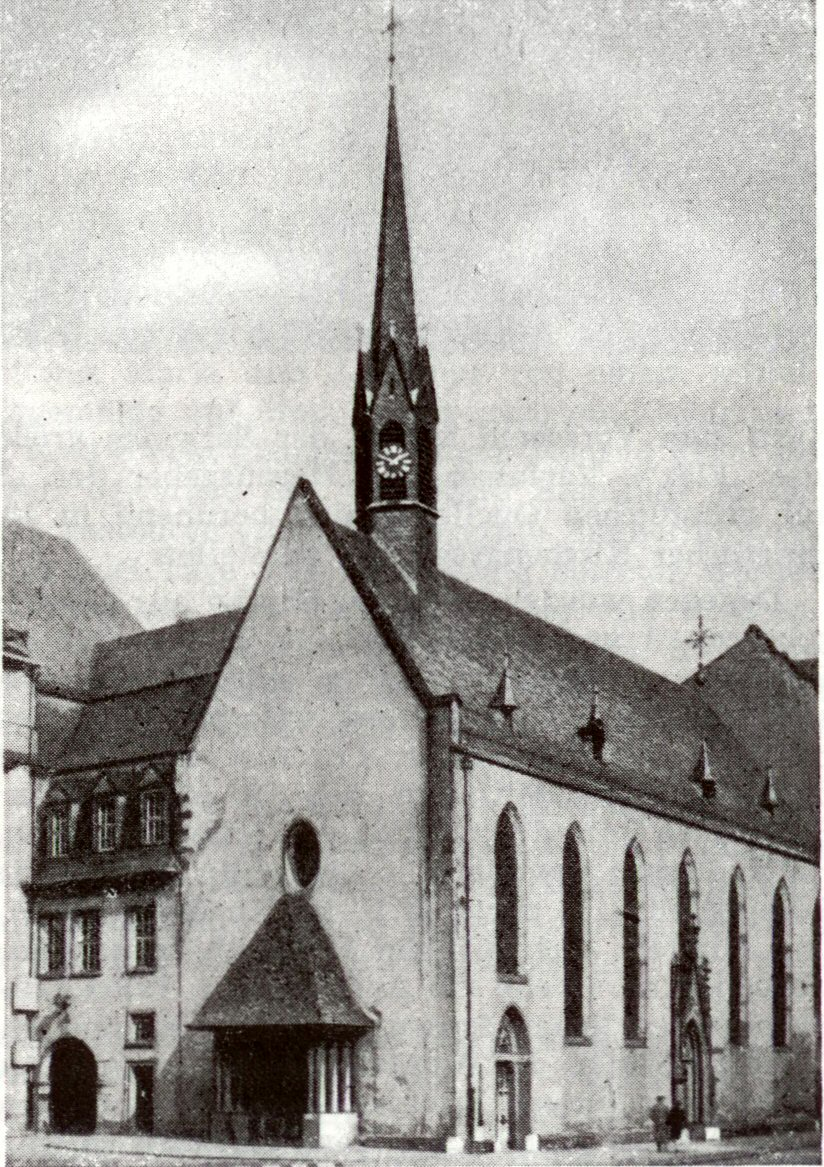
Gotische Weißfrauenkirche

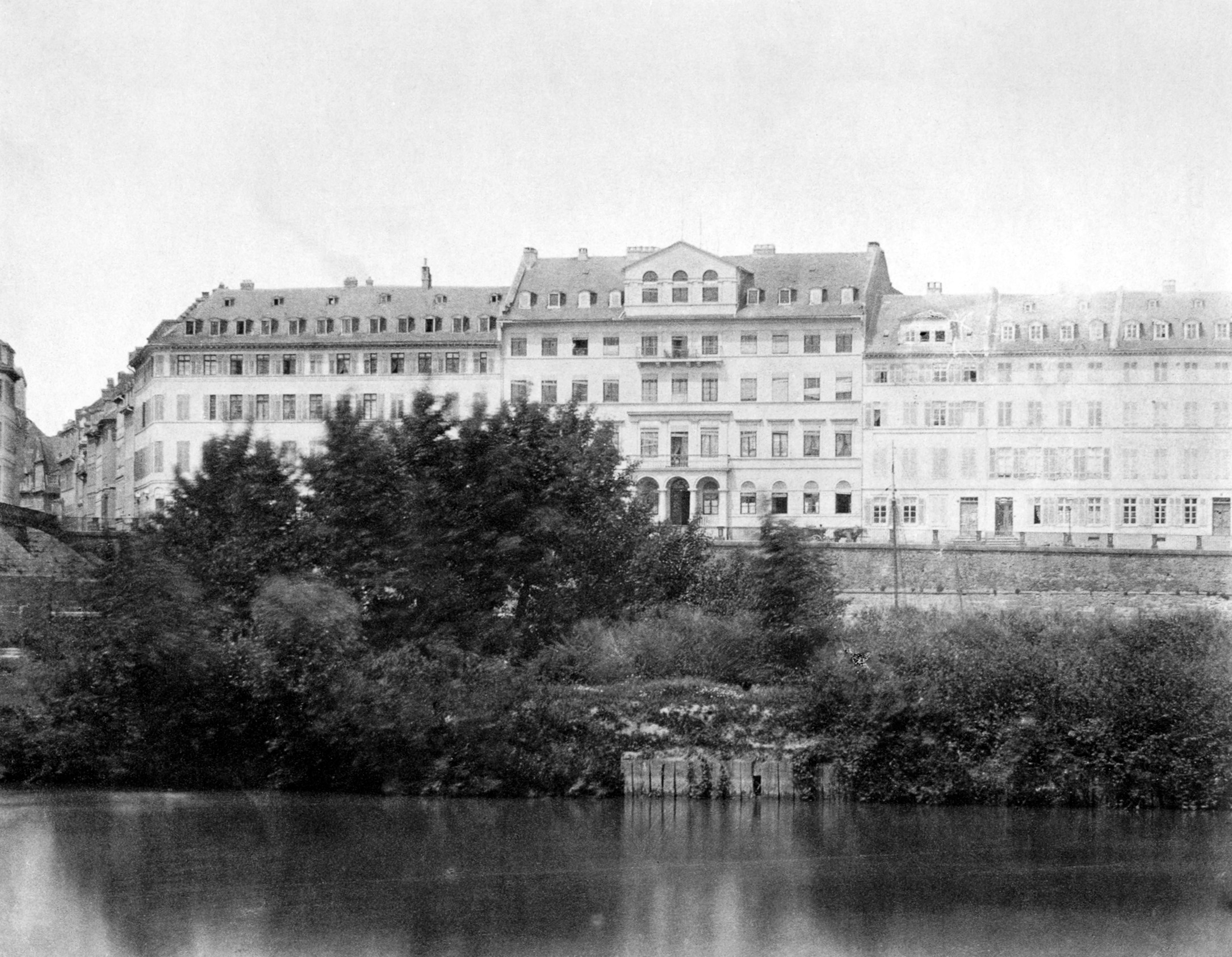
Schopenhauerhaus an der Schönen Aussicht

Vier Tage später erfolgte der nächste Schlag, der den Untergang des alten Frankfurt brachte. An diesem Angriff waren 816 Flugzeuge – 620 Lancaster, 184 Halifax und 12 Mosquito – beteiligt, von denen 33 verloren gingen. Die deutsche Luftabwehr hatte sich von einem Scheinangriff auf Kassel täuschen lassen und keinen Voralarm ausgelöst. Der Rundfunk berichtete nur von einem einzelnen Störflugzeug über der Stadt.
Als die Sirenen um 21:45 Uhr heulten, hatte der Angriff bereits begonnen. In drei Wellen warfen die Flugzeuge 500 Luftminen, 3.000 schwere Sprengbomben und 1,2 Millionen Brandbomben auf den Stadtkern. Innerhalb kurzer Zeit stand die gesamte westliche Altstadt in Flammen. Besonders wütete der Feuersturm am Großen Kornmarkt, in der Weißadlergasse und am Großen Hirschgraben. Das Goethe-Haus brannte bis auf die Grundmauern nieder. Allein im überfüllten Keller des Hauses Großer Kornmarkt 20 wurden später über 150 Tote gefunden. Sie waren erstickt, weil sie den Keller nach den Bombeneinschlägen vor dem anschließenden Feuersturm nicht rechtzeitig verlassen konnten. Auch an der Schäfergasse und im Keller des Landgerichts wurden viele Opfer verschüttet.
Auch im Viertel zwischen Dom und Römer brannten alle Häuser aus, doch konnten sich hier viele Menschen retten. Die mittelalterlichen Frankfurter Häuser hatten zum großen Teil sehr fest gefügte Gewölbekeller, die verhältnismäßig gut gegen Sprengbomben geschützt und seit 1940 untereinander verbunden waren. Auf diese Weise bildeten sie ein unterirdisches Netz. Viele Überlebende konnten sich so vor dem Feuersturm in Richtung Mainufer oder zu den großen Plätzen der Altstadt retten. Im Römerkeller sowie in einem Keller der benachbarten Alten Mainzer Gasse hatten etwa 800 Menschen Zuflucht vor den Bomben gesucht. Ein Feuerwehroffizier ließ die Keller noch während des Angriffes gegen den Widerstand der zuständigen Luftschutzwarte räumen. Über die unterirdischen Gänge gelangten die Menschen zu einem Notausstieg neben dem Löschwasserbecken am Gerechtigkeitsbrunnen.
Aus zahlreichen anderen Altstadtkellern flüchteten die Menschen ebenfalls vor dem Feuersturm zum Notausstieg. Von hier hatte die Frankfurter Feuerwehr mit Wasserschleiern einen Fluchtweg aus der Altstadt zum Mainufer am Fahrtor offen gehalten. Deshalb blieb von den über 1000 Fachwerkhäusern der Altstadt allein das unmittelbar am Fahrtor gelegene Haus Wertheim unbeschädigt. Von den Sprengbomben blieb es verschont, und auch der Feuersturm konnte ihm wegen des Wasserschleiers nichts anhaben.
Auch die steinernen Baudenkmäler, darunter das Leinwandhaus und das Steinerne Haus gingen verloren. Bis auf die Leonhardskirche am Mainufer und die – allerdings stark beschädigte – Alte Nikolaikirche wurden alle Innenstadtkirchen zerstört: Katharinenkirche, Liebfrauenkirche, Peterskirche, Dominikanerkloster, Deutsch-reformierte Kirche, Französisch-reformierte Kirche und Weißfrauenkirche. Der Kaiserdom St. Bartholomäus brannte aus, wenn auch der Turm nur geringe Schäden davontrug. Die Turmuhr der Katharinenkirche war genau um 21:43 Uhr stehen geblieben. 10 Jahre lang erinnerten die Zeiger an der ausgeglühten Ruine an den Zeitpunkt ihres Untergangs.
Der Kunsthistoriker Fried Lübbecke erlebte den Angriff und die Zerstörung des Schopenhauerhauses an der Schönen Aussicht mit. In seinem im April 1944 in Bad Homburg verfassten Abschied vom Schopenhauerhause schreibt er:

„Gerade gießt meine Frau die erste Tasse ein, als die wenigen Sirenen, die den Samstag überstanden, ziemlich kläglich Voralarm heulen. Ein Blick vom Balkon zeigt viele Scheinwerfer vor einem hellen dunstigen Nachthimmel. Eine Kaskade von grünen und weißen Funken schwebt hernieder, anscheinend geraden Wegs auf unser Dach zu. Im gleichen Augenblick krachen die ersten Bomben, ohne dass man sie pfeifen hört. […] Bombe um Bombe rast hernieder, wohl zehn Minuten lang. Das gewaltige Haus schwankt wie ein Trunkener, durch die Fensterlöcher kommt mit dem Staub erstickender Rauch, auch flackernde Helle. Das Hinterhaus brennt. […]
Wir eilen die Hoftreppe hinunter, zum Luftschutzkeller! Ein Blick nach oben: das Zwerchhaus brennt ebenfalls – das hohe Atelier mit den drei lichten Bogenfenstern, […] Schon kracht’s von neuem. Die zweite Welle ist heran. Wieder Bombe um Bombe in nächster Nähe.[…]
Ich stehe hoch oben am Flurfenster und schaue gegen Norden, Westen und Osten über die Stadt. Alles brennt! Wie glühende Sauriergerippe leuchten die Dachsparren vieler Häuser an der Zeil, an der Eschenheimer Straße, das Palais Thurn und Taxis! Da flammt auch der Turmhelm von Sankt Katharinen, das Dach der Peterskirche! Alt-Frankfurt stirbt! […]
Mitten auf der Brücke stehen wir, unter dem Kreuz des Brückenhahnes. […] Die Hitze ist so stark, dass ich den Mantel ausziehe. […] Eine himmelhohe Feuerwolke treibt über den Dächern zum Main, getrieben vom Feuersturm. Der klingt wie tiefer, rauschender Orgelton. Es heult, kracht, knallt, knattert, pfeift, rasselt, knackt. Dazwischen erschüttern die Explosionen der Zeitzünder. Es ist genau zehn Uhr dreißig. Die hohen Häuser am Mainkai, zwischen Fahrgasse und Kleiner Fischergasse, stürzen zusammen, verschwinden wie Kulissen. Der tosende Lärm ringsum ist so ungeheuer, dass man ihren Fall überhaupt nicht hört. Nun steht der Dom hoch und frei über dem Main, über der alten Brücke. […] Noch niemand hat ihn so gesehen. […] Die Spitze verschwindet in waberndem Qualm. […] Wo sind nur die Menschen geblieben? warten sie immer noch in den Kellern auf die Entwarnung, die die zerstörten Sirenen nicht mehr geben können?“

### Nach dem Angriff

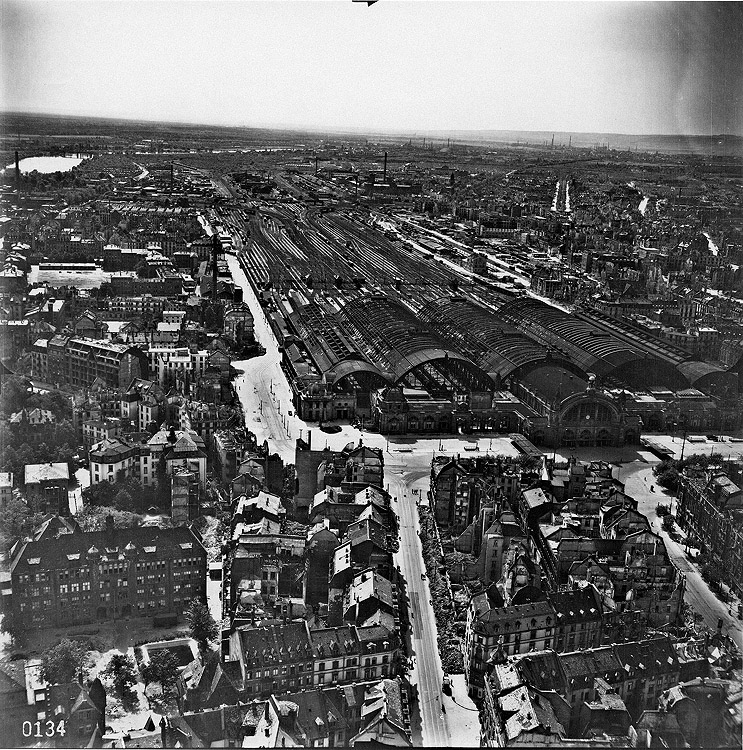
Hauptbahnhof nach den Luftangriffen

Insgesamt starben bei dem Angriff 1001 Menschen und 120.000 wurden obdachlos. Rund 9000 Brände wurden im ganzen Stadtgebiet gezählt. Im Vergleich zu anderen vom Luftkrieg schwer getroffenen deutschen Städten blieb die Zahl der Opfer in Frankfurt verhältnismäßig gering. Viele Opfer waren erstickt, weil Sprengbomben die Fluchtwege aus den Kellern verschüttet hatten, oder durch die Druckwellen naher Explosionen getötet worden. Auch am Tag nach dem Angriff brannte es an vielen Stellen der Stadt. Die Löscharbeiten der Feuerwehren aus dem ganzen Umland dauerten noch Tage, während die Technische Nothilfe versuchte, Verschüttete zu befreien und Tote zu bergen.
Das Kriegsgefangenenlager Dulag Luft im Westend war bei dem Angriff zerstört worden, wobei zwei Personen durch umherfliegende Trümmer getötet wurden. Am nächsten Tag marschierten die überlebenden alliierten Gefangenen nach Heddernheim, von wo sie mit der Bahn in das neue Dulag Luft nach Wetzlar verlegt wurden. Während des Marsches mussten die Wachmannschaften ihre Gefangenen vor Übergriffen ausgebombter Frankfurter Bürger schützen. In Wetzlar bestand das Lager noch bis zum Einmarsch amerikanischer Truppen am 27. März 1945.
Zwei Tage nach dem Großangriff vom 22. März folgte ein weiterer Tagesangriff der 8th Air Force. Ein Verband von 262 Bombern sollte die Kugellagerwerke in Schweinfurt angreifen. Etwa 175 von ihnen konnten wegen schlechter Sichtbedingungen das Ziel nicht finden und flogen stattdessen das Ausweichziel Frankfurt an. Um 9 Uhr morgens erfolgte der Alarm. Der Angriff traf erneut die bereits schwer getroffene Innenstadt, wo noch zahlreiche Särge mit den Opfern des 22. März auf ihren Abtransport warteten. Zu den Opfern zählten Bergungsmannschaften, aber auch Ausgebombte, die am Hauptbahnhof auf ihre Evakuierung warteten.
Gauleiter Sprenger erklärte Frankfurt am 26. März zur „Frontstadt“ und die Rhein-Mainische Zeitung schrieb: „Wir stehen Mann bei Mann und Frau bei Frau auf unserem Verteidigungsabschnitt in der großen Heimatfront und schwören voller Hass und Ingrimm gegen den bestialischen Feind uns und unserem Volke: Frontstadt Frankfurt wird gehalten!“ Im ganzen Stadtgebiet wurden bei den Märzangriffen insgesamt 11.000 Wohngebäude schwer beschädigt oder zerstört, dazu 136 öffentliche Gebäude, darunter Schulen, Krankenhäuser, Museen, Gebäude der Universität, Bahnhöfe, Depots der Straßenbahn und Opernhaus. Mehr als 180.000 Menschen waren obdachlos geworden, von denen etwa 150.000 die Stadt verließen. Die Evakuierungen wurden streng geregelt und die Einwohner angehalten, sich ordnungsgemäß umzumelden. Viele Überlebende waren traumatisiert. Straßen waren von Trümmern übersät und teilweise unpassierbar, Kanäle und Gasleitungen zerstört.
Doch schon am 1. April 1944 konnte das Stromnetz wieder in Gang gebracht werden. Einzelne Kinos und Theater, die nicht völlig zerstört worden waren, begannen im Laufe des Aprils wieder zu spielen. Auch das beliebte Café Rumpelmayer in der Gallusanlage und das Restaurant im Palmengarten öffneten im Mai wieder, und einzelne Straßenbahnlinien nahmen den Betrieb wieder auf. Doch die Stimmung in der Bevölkerung erholte sich nicht, zumal sich die Kriegslage an den Fronten im Sommer 1944 mit der Invasion in der Normandie und im Osten mit der Vernichtung der Heeresgruppe Mitte dramatisch verschlechterte. Nach einer zweimonatigen Pause begannen auch wieder die Luftangriffe, zunächst mit kleineren Einheiten auf einzelne Ziele, darunter den Güterbahnhof Ost und das Industriegebiet Rödelheim. Dazu kamen immer häufiger Tieffliegerangriffe.

## Weitere Angriffe und Kriegsende
Der letzte Großangriff auf Frankfurt ereignete sich am 12. September 1944. Nach der Zerstörung der Innenstadt richtete er sich gegen die nordwestlichen Stadtteile. Vor allem Bockenheim war betroffen. Von den 378 Lancaster-Bombern und 9 Mosquitos gingen 17 verloren. Die Flugzeuge warfen 2000 Sprengbomben und etwa 240.000 Brandbomben ab. Der Angriff richtete große Schäden in den betroffenen Stadtteilen an, zumal ein großer Teil der Frankfurter Feuerwehr nach dem tags zuvor erfolgten Luftangriff auf Darmstadt zu Aufräumarbeiten dorthin abkommandiert worden war.
Eine 1800 Kilogramm schwere Luftmine von der Größe einer Litfaßsäule traf den Luftschutzbunker in der Bockenheimer Mühlgasse und durchschlug die zwei Meter dicke Stampfbetonwand neben der Eingangstür. Aufgrund der Rohstoffknappheit hatte man beim Bau des Bunkers auf die sonst übliche Eisenbewehrung verzichtet. Die Explosion tötete 172 Menschen und verletzte 90 schwer. Bis Jahresende 1944 folgten noch neun weitere Tages- und Nachtangriffe auf unterschiedliche Ziele im Stadtgebiet. Ein Tagesangriff mit etwa 200 Flugzeugen traf am 25. September vor allem die bereits zerstörte Innenstadt. Am Goetheplatz warf eine Luftmine das genau 100 Jahre alte Goethe-Denkmal von Ludwig Schwanthaler vom Sockel, wobei Kopf und ein Arm abgerissen wurden. Die Reste des Denkmals wurden später aus Furcht vor Metalldieben vergraben und schließlich 1951 restauriert.
Auch 1945 setzten sich die Luftangriffe auf Frankfurt fort, die jetzt wegen der uneingeschränkten alliierten Luftherrschaft überwiegend bei Tag erfolgten und sich hauptsächlich gegen Anlagen der Reichsbahn, Verkehrseinrichtungen und Industriegebiete richteten. Die Liste verzeichnet 11 Angriffe zwischen 5. Januar und 13. März. Der schwerste war ein Tagangriff mit etwa 300 Flugzeugen am 9. März 1945, dabei fielen Bombenteppiche auf Heddernheim und das Industriegebiet an der Mainzer Landstraße. Zwei Wochen später endeten die Kriegshandlungen in Frankfurt mit der Besetzung der Stadt durch die 7. US-Armee vom 26. bis 28. März 1945.

## Bilanz und Folgen

### Bombenabwürfe
Insgesamt warfen britische Flugzeuge während des Krieges 14.017 Tonnen Bomben auf Frankfurt, amerikanische Bomber von Oktober 1943 bis März 1945 12.197 Tonnen. Damit steht Frankfurt unter den am schwersten angegriffenen Zielen der 8th Air Force an achter Stelle, des RAF Bomber Command an neunter Stelle.

### Luftkriegsopfer
Bei den Luftangriffen auf Frankfurt kamen nach amtlichen Statistiken insgesamt 5559 Menschen ums Leben, darunter 4822 Frankfurter, aber auch Kriegsgefangene und Zwangsarbeiter. Im Vergleich dazu fielen während des Krieges über 18.000 Frankfurter als Soldaten an der Front oder starben im Lazarett; über 11.000 Frankfurter Juden wurden deportiert und ermordet. Die genaue Zahl der in Frankfurt eingesetzten und ums Leben gekommenen Zwangsarbeiter ist nicht bekannt.

### Zerstörungen
Im Feuersturm der Märzangriffe 1944 verbrannten fast alle bedeutenden Kulturdenkmäler und die gesamte mittelalterliche Alt- und Neustadt mit ihren rund 1250 Fachwerkhäusern. Innerhalb des Anlagenrings wurden 90 % der Gebäude zerstört oder beschädigt, nur fünf Gebäude blieben unbeschädigt.
Auch andere Stadtteile wie Bockenheim, Rödelheim und die um den Anlagenring gelegenen Stadtviertel Gallus, Bahnhofsviertel, Westend, Nordend, Ostend und Oberrad wurden stark zerstört, teilweise zu mehr als 70 %. In anderen Stadtvierteln waren die Schäden geringer, einige wie Eckenheim und Bonames blieben fast unbeschädigt.
Insgesamt wurden etwa 90.000 der 177.600 Wohnungen im Stadtgebiet sowie fast alle öffentlichen Bauten, Schulen, Kirchen und Krankenhäuser vernichtet. Bei Kriegsende im März 1945 war die Einwohnerzahl von 550.000 (1939) auf 230.000 gesunken, von denen die Hälfte obdachlos war. Über 17 Millionen Kubikmeter Schutt bedeckten die Stadt.

### Trümmerbeseitigung

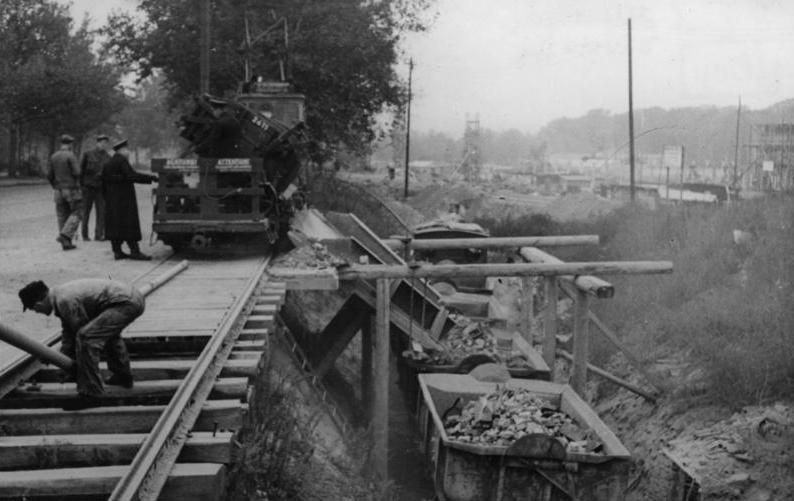
Trümmerverwertung im Sommer 1947

Schon kurz nach dem Einmarsch der Amerikaner begann die Arbeit zur Organisation einer funktionsfähigen Verwaltung und zur Instandsetzung der Infrastruktur. Schon im April 1945 fuhren die ersten Straßenbahnen, Theater und Kinos begannen in zum Teil provisorischen Verhältnissen wieder zu spielen. Etwa 60.000 Frankfurter kehrten in den ersten Nachkriegsmonaten in die zerstörte Stadt zurück. Um sie unterzubringen, wurden zerstörte Wohnungen notdürftig instand gesetzt. Im Oktober 1945 wurde die öffentliche Gasversorgung wieder in Betrieb genommen, im gleichen Monat die Trümmerverwertungsgesellschaft (TVG) gegründet. Mit der Trümmerbeschlagnahmeverordnung wurde den Haus- und Grundbesitzern am 20. Dezember 1945 der eigenverantwortliche Wiederaufbau ihrer zerstörten Gebäude untersagt; stattdessen beschlagnahmte die Stadt alle Trümmer im Stadtgebiet, dazu alle Häuser, die zu mehr als 70 % zerstört waren.
Im Sommer 1946 begann die TVG unter persönlicher Beteiligung des neu gewählten Oberbürgermeisters Walter Kolb mit der Räumung der Trümmergrundstücke in der Innenstadt. Anfangs mit Schaufel und Hacke, später mit Militärgerät aus amerikanischen Militärbeständen wurden Trümmer und Altmetalle zum Scheffeleck gebracht, von wo eine Feldbahn sie zur Trümmerverwertungsanstalt am Ostpark transportierte. Bis Ende 1947 waren 26 Kilometer Straßen von Trümmern befreit. Täglich konnte die TVG 1500 bis 2000, zeitweise sogar über 3000, Kubikmeter Trümmer abtransportieren. Insgesamt beseitigte die TVG bis 1955 fast 10 Millionen Kubikmeter Trümmer.
1949 ging die Aufbereitungs- und Verwertungsanlage für Trümmerschutt am Bornheimer Hang in Betrieb. Aus dem aufbereiteten Schutt entstanden jährlich über 20 Millionen neue Steine und Ziegel, die beim Wiederaufbau verwendet wurden. Etwa 100.000 Wohnungen und Geschäftshäuser konnten mit ihrer Hilfe errichtet werden. Die Trümmerverwertungsanlage war bis 1964 in Betrieb.

### Wiederaufbau

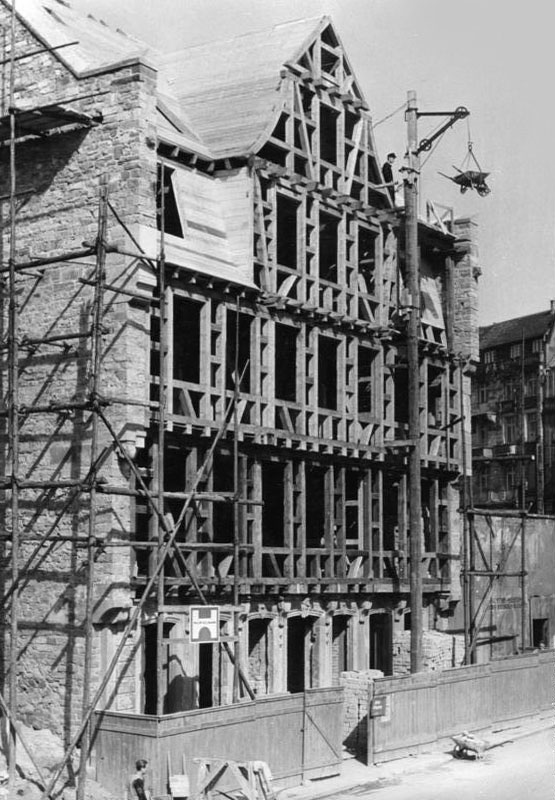
Wiederaufbau des Goethe-Hauses (Mai 1949)

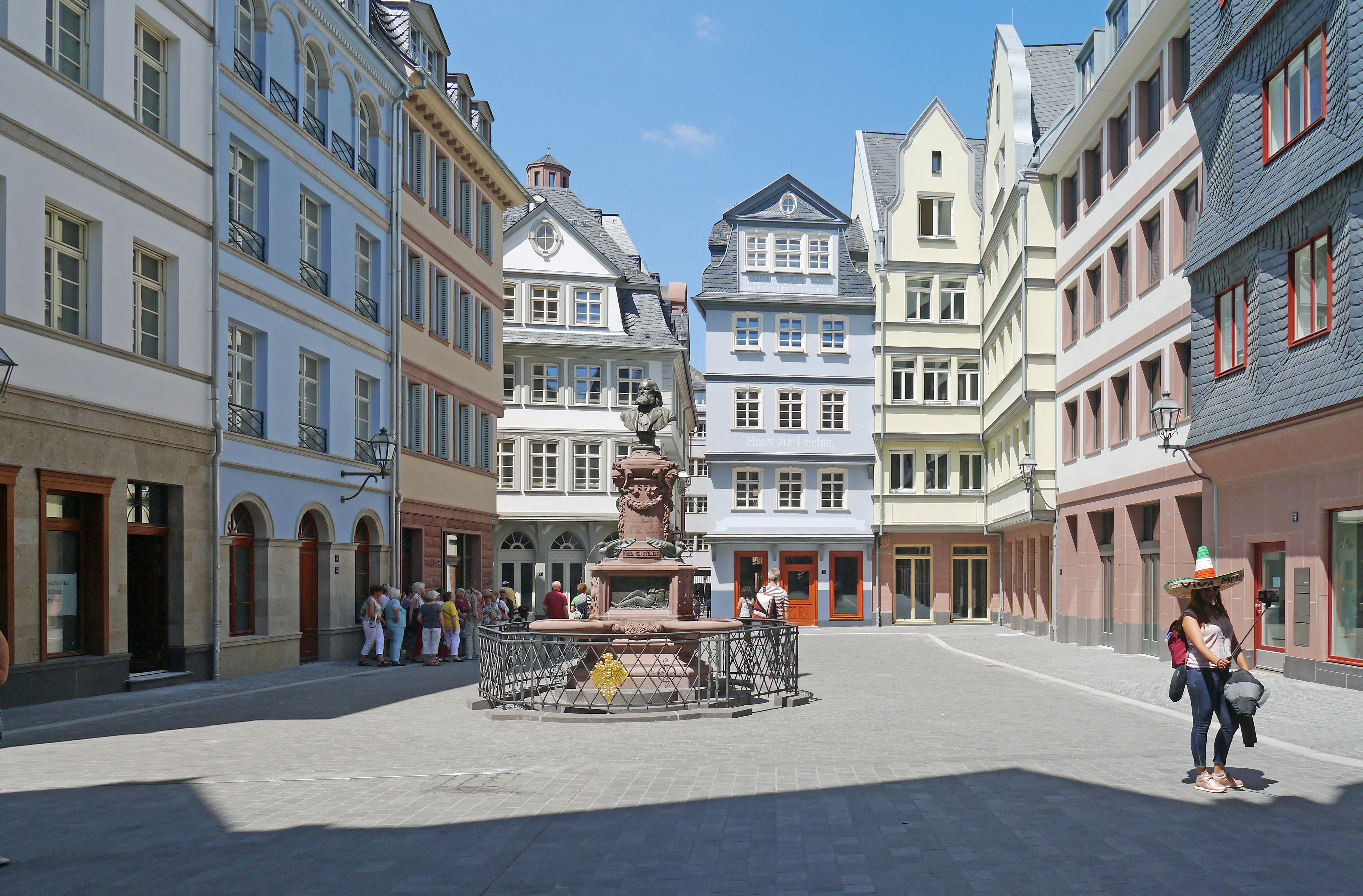
Wiederaufgebauter Hühnermarkt

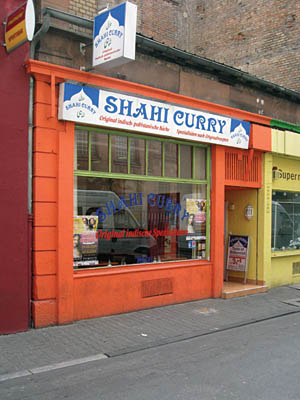
Holzgraben 11, eine der letzten Kriegsruinen Frankfurts

Im April 1946, noch vor der ersten Kommunalwahl, kündigte der noch von der Militärregierung eingesetzte Oberbürgermeister Kurt Blaum den Wiederaufbau der Paulskirche an. Blaum brachte sie als Parlamentsgebäude für eine künftige deutsche Republik ins Gespräch. Dem Wiederaufbau der Paulskirche standen jedoch noch gewaltige Hürden entgegen: Ein Architektenwettbewerb wurde ausgeschrieben. Er ergab, dass der Wiederaufbau 2,7 Millionen Reichsmark kosten würde. Zudem mangelte es an Baumaterial, Maschinen und Arbeitskräften. Im Januar 1947 rief Kolb zu Spenden für den Wiederaufbau der Paulskirche auf:

„Die Demokratie, die wir nun wieder errichten, braucht auch ihr Vaterhaus. Alle deutschen Städte und Gemeinden sollen die Paulskirche wieder aufbauen, von außen und von innen, im Stein wie im Geiste. Wieder soll die Paulskirche den ehrwürdigen Raum bilden, in dessen aufsteigendem Rund das deutsche Volk zu Aussprache und Feier sich immer wieder versammelt.“

Mit der aus ganz Deutschland eintreffenden Unterstützung gelang es, die Paulskirche als erstes großes Wiederaufbauprojekt in Frankfurt bis zum hundertjährigen Jubiläum der Frankfurter Nationalversammlung am 18. Mai 1948 wieder aufzubauen.
War der Wiederaufbau der Paulskirche noch weitgehend unumstritten, gab es um den Wiederaufbau des Goethe-Hauses Auseinandersetzungen, die letztlich charakteristisch für ähnliche Konflikte um andere Wiederaufbauprojekte wurden. Im Fall des Goethe-Hauses setzten sich die Befürworter einer Rekonstruktion durch. 1951 wurde das wiederaufgebaute Gebäude eröffnet.
Insgesamt beschloss jedoch der Magistrat schon am 29. Mai 1947 auf Empfehlung von Stadtbaudirektor Werner Hebebrand, dass eine umfassende Wiederherstellung der zerstörten Innenstadt nicht infrage komme. Der Wiederaufbau solle sich auf wenige markante Denkmäler beschränken, nämlich Römer, Dom, Karmeliterkloster, Dominikanerkloster, Paulskirche und die Mainfront mit Saalhof und Rententurm.
Der Wiederaufbau in der Altstadt begann schließlich 1952. Neben den genannten entstanden auch noch weitere Baudenkmäler neu, darunter die Dotationskirchen und das Steinerne Haus, meist äußerlich in historischer Form, während die Innenausstattung modern gestaltet wurde. Der größte Teil des Wiederaufbaus erfolgte jedoch ohne Rücksicht auf die alten Straßen- und Grundstückslagen. Die früher enge Altstadt wurde nach dem Prinzip der autogerechten Stadt neu angelegt und dabei zahlreiche erhaltene Reste rekonstruktionsfähiger Gebäude abgetragen, darunter die Weißfrauenkirche und die Deutsch-reformierte Kirche.
Mitte der 1960er Jahre war der Wiederaufbau im Wesentlichen abgeschlossen, mit Ausnahme des Areals zwischen Dom und Römer in der Altstadt. In den 1970er Jahren gab es noch einige prominente Ruinen: die Christuskirche in der Nähe der Universität wurde 1978 wiedererrichtet, die lange Zeit als schönste Ruine Deutschlands bezeichnete Alte Oper 1976 bis 1981. Ihr Wiederaufbau wurde maßgeblich von einer Bürgerinitiative betrieben. Erst Anfang der 1980er Jahre wurden das Leinwandhaus und das Karmeliterkloster wiederaufgebaut, die seitdem als Museumsgebäude genutzt werden.
1983 erstanden die Fachwerkhäuser an der Ostseite des Römerberges neu, die seitdem zu den touristischen Hauptattraktionen Frankfurts gehören. Seit Beginn des 21. Jahrhunderts werden wieder vermehrt Rekonstruktionen kriegszerstörter Gebäude ausgeführt, so 2004 die Alte Stadtbibliothek. 2007 wurde das Dom-Römer-Projekt beschlossen, in dem von 2012 bis 2018 die historischen Straßenzüge Markt, Hühnermarkt und Hinter dem Lämmchen zwischen Dom und Römer teilweise wiedererstanden; unter den 35 errichteten Gebäuden sind auch 15 rekonstruierte Altstadthäuser, darunter das Haus zur Goldenen Waage, das Neue Rote Haus und die Höfe Rebstock und Goldenes Lämmchen. Ende September 2018 wurde die „Neue Frankfurter Altstadt“ mit einem dreitägigen Fest eröffnet.
Im Holzgraben, einer südlichen Parallelstraße zur Zeil, liegen mit den beiden Häusern Holzgraben 9 und 11 die letzten verbliebenen Kriegsruinen der Innenstadt. Von beiden Häusern steht nur noch das Erdgeschoss. Sie liegen genau gegenüber dem ehemaligen Kaufhaus Wronker (Holzgraben 6–10), von dem noch Reste der rückseitigen Fassade erhalten sind.

### Gefahr durch Blindgänger
Eine erhebliche Gefahr geht nach wie vor von Blindgängern aus, vor allem in unbebautem Gelände und im Stadtwald. Schätzungen des Kampfmittelräumdienstes zufolge können im Frankfurter Stadtgebiet noch Hunderte oder Tausende im Erdreich liegen. Erfahrungsgemäß sind etwa 10 bis 20 % der abgeworfenen Bomben nicht beim Aufschlag detoniert. Im Mai 2013 wurden bei Bauarbeiten in Bockenheim innerhalb kurzer Zeit drei Blindgänger gefunden, wobei bei der Entschärfung jedes Mal ein größeres Stadtviertel stundenlang evakuiert werden musste. Am 8. Januar 2017 barg der Kampfmittelräumdienst eine 50 Kilogramm schwere amerikanische Fliegerbombe aus dem Main in unmittelbarer Nähe des Holbeinstegs. Etwa 900 Anwohner und Hotelgäste hatten dafür zeitweise ihre Quartiere verlassen müssen.
Bei Bauarbeiten auf dem Campus Westend wurde am 27. August 2017 eine mit 1,4 Tonnen Sprengstoff gefüllte britische Luftmine vom Typ HC 4000 gefunden. Ihre Entschärfung erforderte die Evakuierung am Sonntag, den 3. September in einer Sperrzone von 1,5 km um den Fundort. Bei der bis dahin größten Evakuierung in Deutschland seit dem Zweiten Weltkrieg mussten über 60.000 Anwohner vorübergehend das Sperrgebiet verlassen.
Am 6. Dezember 2020 erforderte die Entschärfung einer 500 Kilogramm schweren Bombe im Gallus, die am 3. Dezember bei Bauarbeiten gefunden worden war, die Evakuierung von 12.800 Bewohnern. Im Evakuierungsgebiet lagen unter anderem Rechenzentren mit Internetknoten sowie das Gleisvorfeld des Frankfurter Hauptbahnhofes. Die Evakuierung wurde erschwert durch die strengen Hygieneanforderungen während der COVID-19-Pandemie in Deutschland.
Am 19. Mai 2021 führte der Fund einer 500-Kilogramm-Bombe im Nordend zur Evakuierung von etwa 25.000 Anwohnern in einem Radius von 700 Meter um den Fundort an der Glauburgstraße. Betroffen von der Evakuierung waren unter anderem das Bürgerhospital, die Fachhochschule, die Deutsche Nationalbibliothek und mehrere Schulen. Die Bombe war bei Bauarbeiten unter einem Kinderspielplatz neben einem ehemaligen Luftschutzbunker in zwei Metern Tiefe entdeckt worden. Aufgrund der Konstruktion ihres Zünders war keine Entschärfung, sondern nur eine kontrollierte Sprengung möglich.

### Gedenken

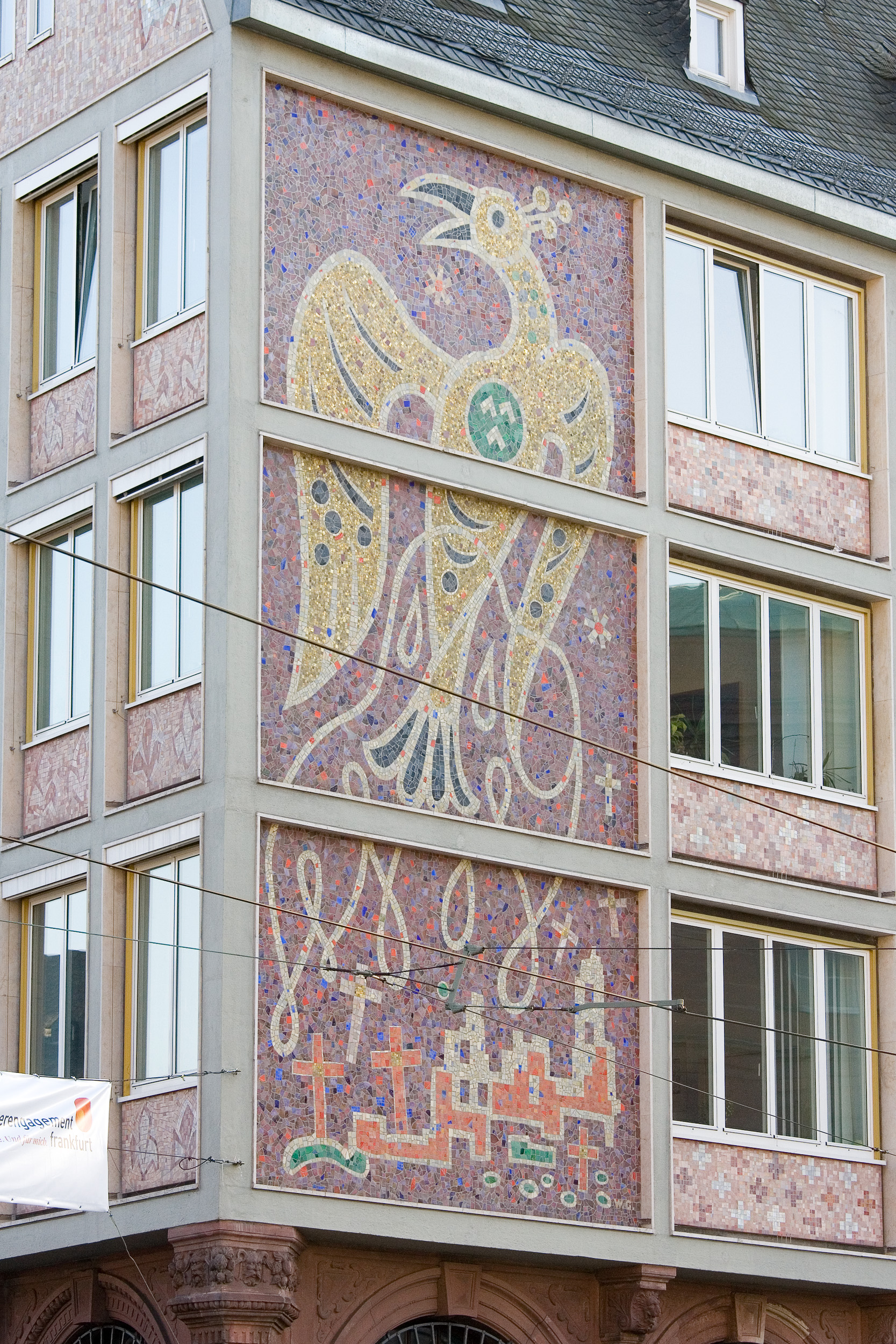
Nordfassade des 1952 wiederaufgebauten Salzhauses

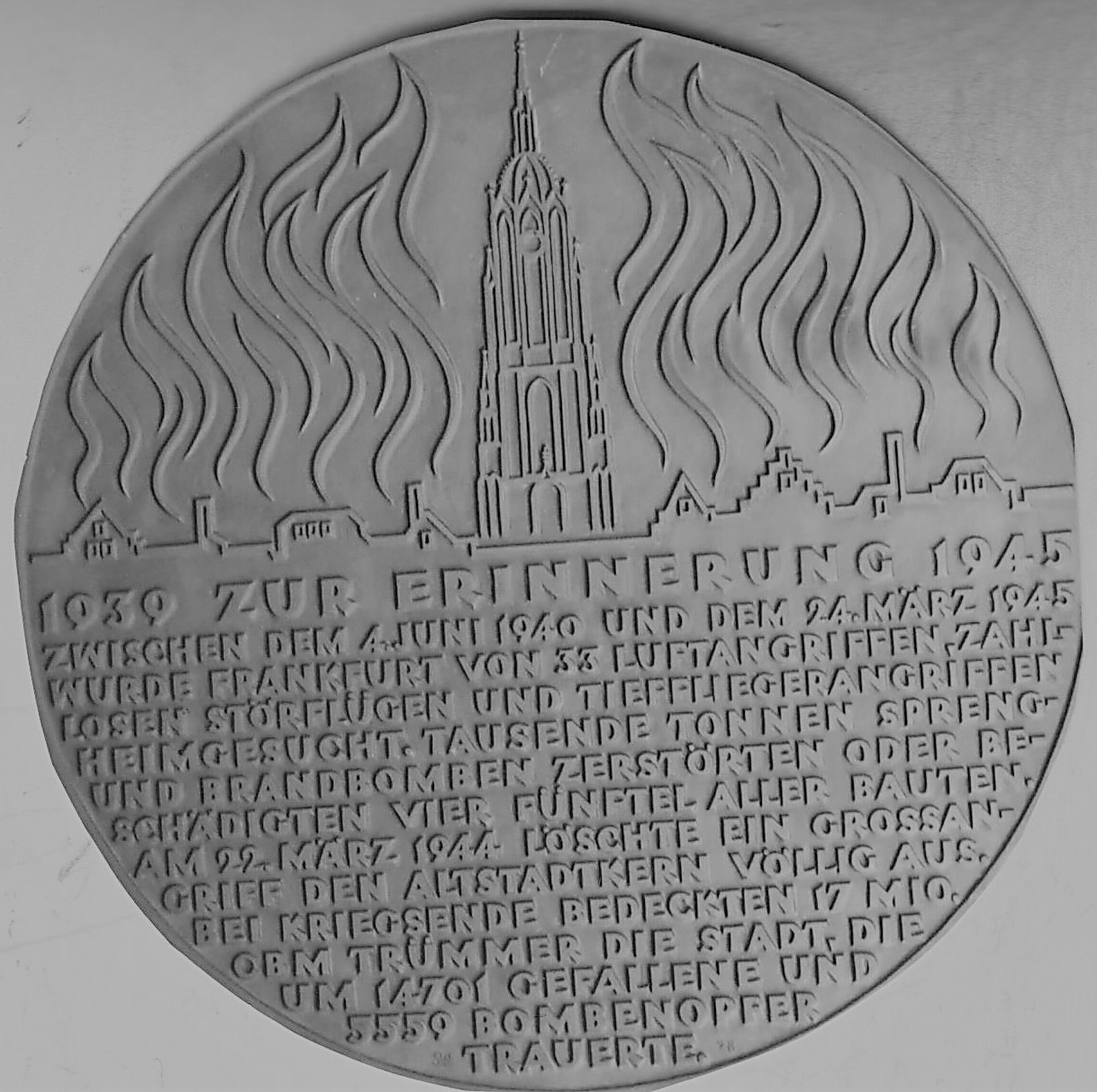
Gedenkplatte (1978) zur Zerstörung Frankfurts im Luftkrieg

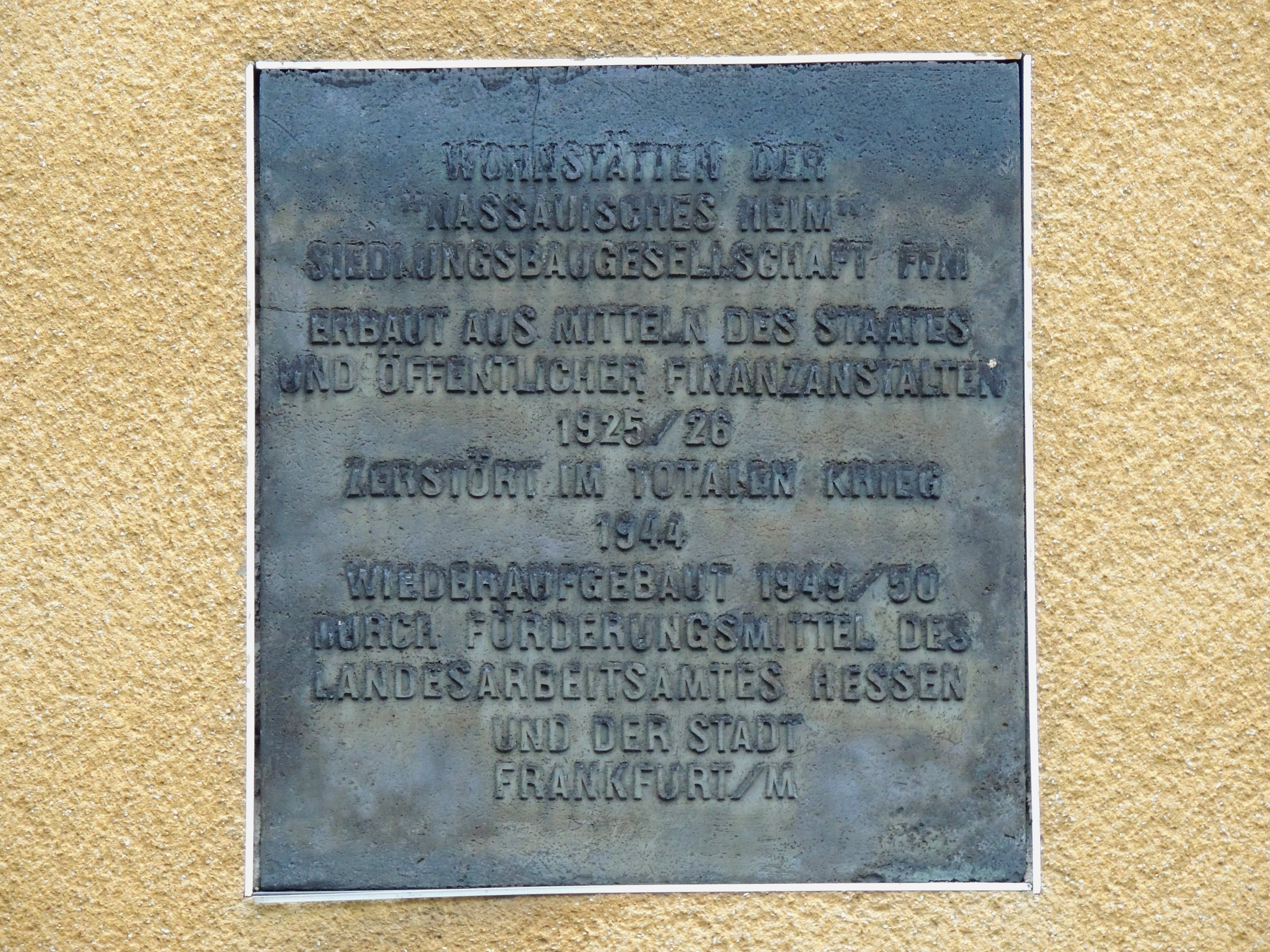
Gedenktafel an dem Wohnhaus Florstädter Straße 20/20a in Frankfurt-Bornheim, Zustand 2013

1955 ordnete Oberbürgermeister Kolb eine jährliche Trauerbeflaggung vom 20. bis 23. März zum Gedenken an die Zerstörung Frankfurts an. Am 28. Mai 1973 beschloss der Magistrat:

„Aus Anlass der 30. Wiederkehr der Zerstörung der Frankfurter Altstadt im Jahre 1974 ist eine Gedenkplatte zu schaffen, die im Bereich zwischen Dom und Römerberg in den Boden eingelegt werden soll. Zum gleichen Zeitpunkt ist im Historischen Museum eine Ausstellung über die Entwicklung der Frankfurter Altstadt bis zur Zerstörung und danach der Wiederaufbau sowie über die Zerstörung Frankfurts im letzten Krieg zu veranstalten. Die Anordnung zur Trauerbeflaggung aus Anlass der Zerstörung der Frankfurter Altstadt in der Zeit vom 20. bis 22. März jeden Jahres wird aufgehoben.“

In der Begründung dazu hieß es, es sei „eine andere würdige Form des Gedenkens zu suchen, da durch das Heranwachsen einer neuen Generation zwar eine Erinnerung nicht wegfallen soll, aber das damalige Geschehen doch anders zu verdeutlichen ist, als es bisher erfolgte. Bei der allgemeinen, auf die Aufrechterhaltung des Friedens gerichteten Außenpolitik erscheint es uns nicht mehr sinnvoll, fast drei Jahrzehnte nach Beendigung des Zweiten Weltkriegs immer noch auf die – sicher nutzlose – Zerstörung der Frankfurter Altstadt durch eine alljährliche Trauerbeflaggung hinzuweisen […] Diese in das Pflaster eingelassene Gedenktafel würde, anders als eine Beflaggung, lediglich über wenige Tage hinweg, ständig und auf Dauer die Bürger und auch viele Touristen an die Vernichtung der Frankfurter Altstadt und insgesamt an die Zerstörung weiter Teile Frankfurts im letzten Weltkrieg erinnern.“
Am 22. März 1978 enthüllte Oberbürgermeister Walter Wallmann die Gedenkplakette, eine bronzene, in den Boden eingelassene Platte, in der Fußgängerzone vor dem Technischen Rathaus. Sie wurde von dem Frankfurter Bildhauer und Dozenten der Städelschule Willi Schmidt gestaltet und trägt die Aufschrift

„1939 Zur Erinnerung 1945. Zwischen dem 4. Juni 1940 und dem 24. März 1945 wurde Frankfurt von 33 Luftangriffen, zahllosen Störflügen und Tieffliegerangriffen heimgesucht. Tausende Tonnen Spreng- und Brandbomben zerstörten oder beschädigten vier Fünftel aller Bauten. Am 22. März 1944 löschte ein Großangriff den Altstadtkern völlig aus. Bei Kriegsende bedeckten 17 Mio. m³ Trümmer die Stadt, die um 14701 Gefallene und 5559 Bombenopfer trauerte.“

Über der Inschrift sieht man eine skizzierte Häuserzeile, in deren Mitte, von stilisierten Flammen umlodert, der Frankfurter Domturm aufragt.
Die Gedenkplakette wurde beim Abriss des Technischen Rathauses eingelagert. Sie sollte nach Abschluss des Dom-Römer-Projektes im Rahmen der Neugestaltung des Domplatzes vor der rekonstruierten Goldenen Waage verlegt und gemäß Magistratsbeschluss von 2019 um einen Hinweis auf den von Deutschland ausgegangenen Vernichtungskrieg ergänzt werden. Am 22. September 2023, rechtzeitig zum fünfjährigen Jubiläum der neuen Altstadt, enthüllte Kulturdezernentin Ina Hartwig die erneuerte Plakette.
2010 bis 2014 fand auf Beschluss der Stadtverordnetenversammlung jährlich am 22. März um 20.45 ein Stadtgeläute fast aller Innenstadtkirchen statt, um zu einem ökumenischen Gedenkgottesdienst um 21 Uhr in der Katharinenkirche einzuladen. Von 21:40 bis 21:55 Uhr, dem Zeitraum des Angriffes, läuten die Glocken der Paulskirche. Seit 2014 finden die Gottesdienste nur zu besonderen Jubiläen oder Anlässen statt. Bei einem ökumenischen Gottesdienst am 22. März 2023 in der Katharinenkirche gedachten der evangelische und der katholische Stadtdekan der Opfer des weltweiten Bombenkrieges, insbesondere seit dem Russischen Überfall auf die Ukraine 2022.
Vom 4. Oktober 2013, dem 70. Jahrestag der ersten schweren Bombardierung Frankfurts, bis zum 23. März 2014 war im Institut für Stadtgeschichte die Ausstellung Heimat/Front zu sehen.
An mehreren Stellen im Stadtgebiet sind weitere Erinnerungen an die Zerstörung zu sehen. In der wiederaufgebauten Katharinenkirche zeigt ein 1954 von Charles Crodel geschaffenes Glasfenster Hiobs Leidensgeschichte, darin das Zifferblatt der zum Zeitpunkt des Angriffes stehengebliebenen Uhr. An der Nordfassade des 1952 wiederaufgebauten Salzhauses befindet sich zur Braubachstraße hin ein dreistöckiges Glasmosaik von Wilhelm Geißler. Es zeigt einen Phönix aus der Asche, lässt sich aber auch als Frankfurter Adler deuten, der sich aus Ruinen erhebt.